# Pégase
Vous lisez un « article de qualité » labellisé en 2010.
Pour les articles homonymes, voir Pégase (homonymie).
Pégase (en grec ancien Πήγασος / Pḗgasos, en latin Pegasus) est un cheval ailé divin, l'une des créatures fantastiques les plus célèbres de la mythologie grecque. Généralement blanc, ayant pour père Poséidon, Pégase naît avec son frère Chrysaor du sang de la Gorgone Méduse, lorsqu'elle est décapitée par le héros Persée. D'après les poètes gréco-romains, il monte au ciel après sa naissance et se met au service de Zeus, qui le charge d'apporter les éclairs et le tonnerre sur l'Olympe.
Ami des Muses, Pégase crée la source Hippocrène qu'il fait jaillir d'un coup de sabot. Capturé par Bellérophon près de la fontaine de Pirène, grâce à l'aide de la déesse Athéna et de Poséidon, Pégase permet à ce héros grec de le monter afin de vaincre la Chimère, et réalise avec son cavalier beaucoup d'autres exploits. Bellérophon tombe victime de son orgueil et chute en tentant d'atteindre le mont Olympe sur le dos du cheval ailé. Pégase retrouve Zeus, qui finit par le transformer en constellation et le placer dans le ciel.
Peut-être issu d'un ancien dieu des orages de la mythologie hittite portant l'épithète de Pihassassa, Pégase voit une partie de son mythe passer des peuples louvitophones aux anciens Grecs. D'autres théories évoquent l'observation des forces naturelles, de l'eau, de la foudre ou des oiseaux, ou encore la domestication du cheval. Le mythe de Pégase connaît une large diffusion dans le monde antique ; repris par les Romains, il est partiellement christianisé et fait l'objet de nombreux commentaires, de théories et de reconstitutions depuis le Moyen Âge. Des hypothèses sont proposées quant à son lien avec les Muses, les dieux Athéna, Poséidon, Zeus et Apollon, ou encore le héros Persée.
La vaste symbolique de Pégase suit les époques et les courants de pensée. Symbole de sagesse et surtout de renommée du Moyen Âge aux Temps modernes, il devient celui de la poésie et le créateur des sources dans lesquelles les poètes viennent puiser l'inspiration, particulièrement au XIXe siècle où de nombreux poèmes l'exaltent. Pégase est le sujet d'une iconographie très riche à toutes les époques, des poteries grecques antiques aux peintures et sculptures de la Renaissance, jusqu'aux dessins modernes. Personnification de l'eau, mythe solaire, monture chamanique ou alchimique, son lien avec l'imagination humaine est mis en valeur dans les travaux des psychanalystes continuateurs de Carl Gustav Jung. Une profonde symbolique ésotérique en relation avec l'énergie spirituelle qui permet d'accéder au domaine des dieux, le mont Olympe, lui est attachée.
Aux XXe et XXIe siècles, il fait son apparition au cinéma, dans les littératures de l'imaginaire telles que la fantasy, dans les jeux vidéo et les jeux de rôle, où le nom de « pégase » est souvent devenu un nom commun qui désigne tous les chevaux ailés du bestiaire fantastique.

## Étymologie, dénominations et polysémie
Le nom mentionné dans les premiers poèmes en grec ancien est Πήγασος, qui a lui-même donné Pḗgasos et Pegasus en latin, puis le nom propre « Pégase » en français. Les auteurs gréco-latins attribuent de nombreuses épithètes à Pégase, parmi lesquelles Hyios gorgoneus (« fils de la Gorgone »), equus Gorgoneus (« cheval de la Gorgone »), prœpes Médusae, Peirenœos polos (« cheval de Pirène »), equus Bellerophonteus (« cheval de Bellérophon »), ales (« ailé »), aerlus equus (« cheval ailé ») et sonipes (« au pied sonore »). Selon le poète grec Hésiode, le nom Pḗgasos provient du grec ancien πηγή / pēgḗ, qui signifie « source » ou « fontaine » :

« Et celui-ci fut ainsi nommé parce que ce fut près des sources Océaniennes qu'il naquit. »

— Hésiode, Théogonie [détail des éditions] [lire en ligne], vers 280.
Le nom de Pégase signifierait en grec ancien « de la source » (pēgḗ) ou « la source jaillissante », et se rapproche du mot « source » ainsi que du concept d'eau. Certains philologues attribuent à ce nom une origine carienne. Pégase est en effet associé aux sources et aux fontaines : la source Hippocrène de l'Hélicon et une source près de Trézène sont l'une et l'autre jaillies sous son sabot. En outre, le lieu de rencontre de Pégase et de Bellérophon, héros solaire, n'est autre que la fontaine Pirène à Corinthe, ville dont précisément Pégase est le symbole. Toutefois, pour d'autres spécialistes, cette origine relève de la légende plutôt que de l'histoire, car le suffixe -asos suggère une origine pré-grecque du nom, qui renvoie à une périphrase pour désigner un animal blanc porteur de foudre.
L'étude du langage proto-indo-européen suggère que le mot d'origine pour « cheval », *h₁éḱwos, a donné le hiéroglyphe hittite asu ou asuwa. Le *-k- de *ekwo- se serait changé en -s- dans les langues anatoliennes. Un autre rapprochement, plus largement accepté, existe entre « Pégase » et le louvite pihassa/i, qui signifie « éclair » ou quelque chose de « lumineux ». Dans la même langue, Pihassasas est soit une divinité ou une épithète pour le dieu des tempêtes Tarhu. Il semble que la racine piha- ait désigné la luminosité et la splendeur,. Cette épithète ou cet ancien dieu de l'orage pourrait être à l'origine de Pégase, dont le nom Πήγασος correspondrait au louvite Pihassassas,,.
Adalbert Kuhn a supposé en 1852 que le nom de Pégase dérive du même radical qu'un verbe et un adjectif signifiant « épais » et « fort », et qu'il pourrait être rapproché du sanskrit védique pâjas, signifiant « force » et « puissance »,. La même hypothèse est soutenue par Sri Aurobindo. Une hypothèse non reprise par des travaux de recherche rigoureux voudrait que le nom de Pégase dérive de l'égyptien pgw, désignant la cruche en usage pour se laver.
« Pégase » peut être un nom commun pour désigner le cheval ailé. C'est le cas en héraldique, où le nom commun « pégase » désigne la figure du cheval ailé, mais aussi dans les jeux de rôle, comme Donjons et Dragons, et les jeux vidéo, qui attribuent le nom de « pégases » aux représentants de la « race » des chevaux ailés. On retrouve ce nom devenu commun dans de multiples mondes imaginaires inspirés du mythe antique, comme celui de Warhammer où ils peuvent servir de monture aux chevaliers de Bretonnie, dans la saga Heroes of Might and Magic, ou encore dans les deux versions du film Le Choc des Titans.

## Origine

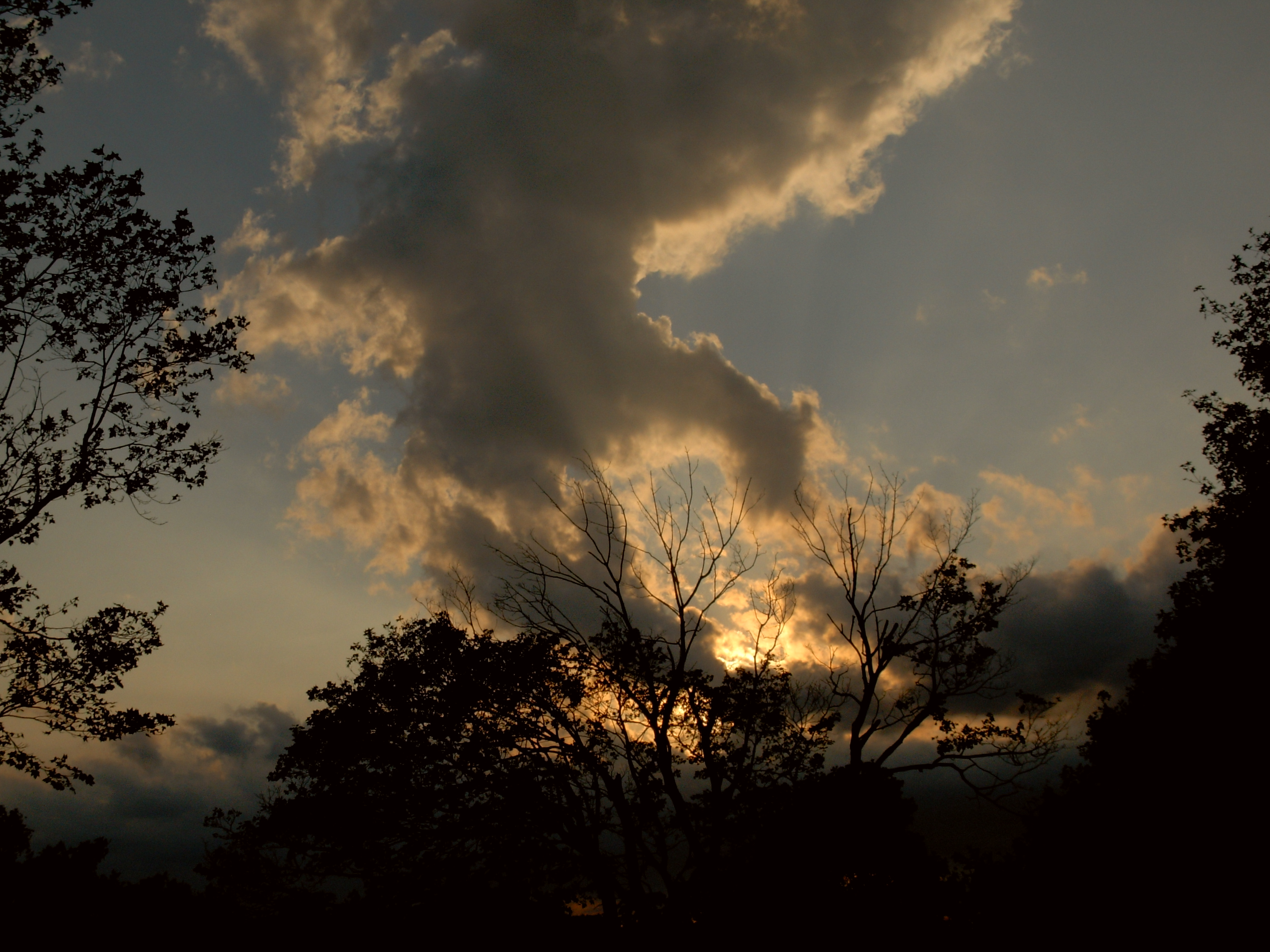
Pégase est peut-être issu de l'observation de forces naturelles.

Plusieurs auteurs et chercheurs se sont penchés sur l'origine du mythe de Pégase. Divers courants de pensée s'affrontent. En 1955, Édouard Will penchait pour une origine purement européenne. La théorie la plus largement reconnue par les historiens au début du XXIe siècle laisse à penser qu'il est d'origine asiatique.

### Un dieu asiatique des orages
Le mythe de Pégase est vraisemblablement issu des dieux lyciens et assyriens. Comme le souligne l'historien du cheval Marc-André Wagner, les premières représentations de chevaux ailés datent du XIXe siècle av. J.-C., chez les Proto-Hittites. Il est possible que le mythe se soit répandu chez les Assyriens ensuite, puis ait gagné l'Asie mineure et la Grèce. Les animaux porteurs d'éclairs sont d'origine orientale, le cheval se substituant au taureau dans ce rôle. En se basant sur les travaux des philologues et des hittitologues, cette théorie laisse à penser que Pégase est issu d'une ancienne divinité de l'orage connue des peuples louvitophones.
Cette divinité de l'orage a pour épithète Piḫaššaš(š)i- (« éclair »), et c'est avant tout sur la similitude phonétique entre ce nom et le Pegasos grec qu'il a été proposé que le second dérive du premier, proposition qui est généralement acceptée. Pour le reste, il n'y a pas d'élément spécifique reliant ce dieu à un cheval ailé, le fait que des courses de chevaux aient lieu lors de la fête qui lui est consacrée et que le char du dieu soit tiré par des chevaux ne constituant pas de véritables parallèles.
Ce nom louvite aurait évolué vers le lycien et le grec ancien, la plupart des éléments originels se seraient perdus, le mythe grec de Pégase devenant « l'habillage d'une divinité indigène » liée aux orages. Les historiens supposent l'existence d'un culte à cette ancienne divinité grâce à une hypostase en louvite. Une grande partie du mythe de Pégase et de Bellérophon évoque des aventures en Lycie (Asie Mineure), illustrant les liens particuliers de cette région avec la cité de Corinthe, dont Pégase était l'un des emblèmes.

### Un être totalement imaginaire
D'autres théories voient dans Pégase un être totalement imaginaire. Sa figure est peut-être issue de l'observation des forces naturelles (orages, cours d'eau rappelant la course du cheval, etc.), ou de celle des oiseaux dont les ailes seraient devenues une métaphore de rapidité, et auraient donné naissance à la figure du cheval ailé dans plusieurs régions du monde.
Si l'existence biologique de Pégase est très hautement improbable, une question soulevée par ce mythe est celle de la construction de la figure du cheval ailé. Pégase est, tout comme le sphinx, le centaure ou le griffon, composé d'éléments qui existent réellement, à savoir un cheval et les ailes d'un oiseau. Le processus d'invention combine des éléments existants, par l'imagination. Bien que Pégase n'existe pas dans le monde physique, il possède une forme de réalité dans le domaine du rêve, du surnaturel et de la mythologie : la réalité physique est constitutive de la réalité interne. Chaque personne qui imagine Pégase crée « son » Pégase, en lui attribuant une certaine couleur, une certaine manière de voler, ou d'autres particularités en fonction des éléments qu'elle connaît, qu'elle a lus ou qu'elle a vus.

### Un navire
D'anciennes théories associent Pégase au combat naval, ou voient en lui un simple navire. Plutarque livre dans ses Œuvres morales une version du mythe dépouillée de tout aspect fantastique : Bellérophon est un prince de Lycie, la Chimère n'est pas un monstre mais un capitaine pirate nommé Chimarros, qui cause de nombreux dommages aux Lyciens. Son bateau est orné d'un lion à la proue et d'un dragon à la poupe. Bellérophon le prend en chasse avec Pégase, et le tue. Le théologien Jacques-Paul Migne affirme en 1855 que Méduse est l'un des cinq navires de la flotte de Phorcis, prince phénicien et roi d'Ithaque. La tête de Méduse représenterait le commandant du vaisseau tué, Chrysaor et Pégase des personnes libérées du vaisseau.

### Mythologie comparée
La figure du cheval ailé est universellement présente en Eurasie. Les chevaux ailés de Tarquinia chez les Étrusques, Chollima en Corée, Ponkhiraj au Bangladesh, Tarkshya en Inde, Tianma en Chine ou encore Tulpar chez les Tatars attestent de la popularité de cette créature. Le mythe de Pégase partage des traits communs avec d'autres histoires, sans que l'on puisse toujours savoir s'il y a inspirations ou influences communes. La mythologie comparée permet de mettre en relief ces points communs parmi les mythes et traditions des indo-européens.
L'idée d'une origine commune du mythe de Pégase et des traditions indiennes connaît une grande popularité au XIXe siècle. Alfred Maury et Charles-François Dupuis le rapprochent de la création des sources de l'Ashvamedha (sacrifice védique du cheval), et d'une tradition où un cheval fait jaillir de son sabot la boisson inspirée qui ouvre les yeux de l'esprit et procure la vue des cieux. La dernière incarnation de Vishnou, le cheval blanc Kalkî, est vue comme un cheval ailé qui détruira le monde d'un coup de sabot. Le héros Vêdu possède un magnifique cheval blanc tueur de serpents, qui incarnerait le soleil comme Pégase. La naissance de Pégase et Chrysaor se rapprocherait ainsi des croyances védiques personnifiant le principe de végétation né des eaux, la création des Ashvins par Vivasvat et Saranya est elle aussi évoquée en parallèle.
L'idée générale veut que ces chevaux indiens et grecs évoquent un dieu végétal primordial sorti de l'eau, origine de toute vie. Elle est remise en cause par la philosophe croate Marina Milićević-Bradač. Le thème du cheval franchissant l'eau avec son cavalier pour voyager sur de vastes distances se retrouve dans la mythologie celtique, dans le Rig-Véda, et dans des régions aussi variées que l'Irlande, la Grèce, l'Europe du Nord, la Perse et l'Inde. Ce thème se retrouve largement dans la monture chamanique du dieu suprême finno-ougrien, un cerf blanc ailé qui permet à son cavalier et maître de parcourir le monde à toute vitesse. Ces coursiers fabuleux ont souvent une particularité morphologique, telle que des ailes, un nombre anormal de membres, ou plusieurs têtes. Les Proto-Indo-Européens sont restés en contact étroit durant la Préhistoire, ce qui laisse entrevoir un mythe commun d'inspiration chamanique avant sa dispersion, ou du moins, une influence commune : celle d'un cheval psychopompe passeur de frontières (symbolisées par l'eau) et voyageant entre les mondes.

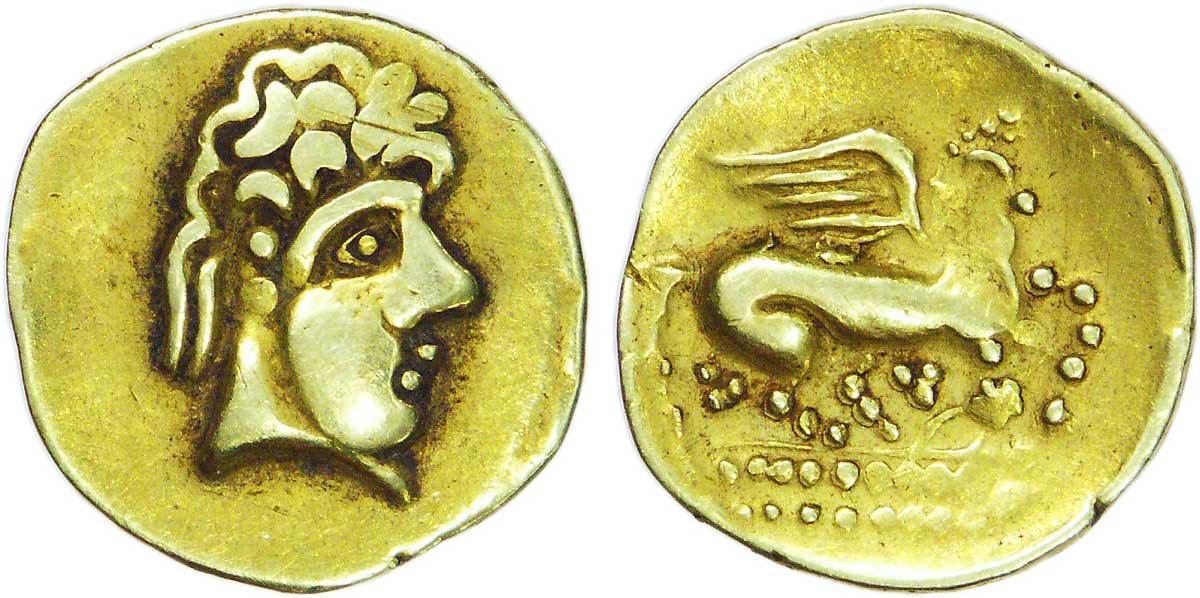
Quart de statère au Pégase daté du

### Autres théories
Selon l'auteur ésotériste D. J. Conway, Pégase viendrait d'Égypte via une hypothétique source sacrée d'Osiris, près d'Abydos, 2000 ans avant notre ère, qui aurait porté le nom de Pega.
En 1854, Désiré Monnier parle de la cavalerie des Parthes : les Usbeks se servaient d'oiseaux de proie pour la chasse aux chevaux sauvages, et les dressaient à saisir l'animal par la tête ou le cou. Il affirme que « l'on a fini, en reproduisant ce dessin mal compris, par ne garder de l'oiseau que les ailes, et par les attacher immédiatement aux épaules du quadrupède même. Voilà Pégase, voilà la noble monture aérienne dont la poésie a tiré un si grand parti. » Cette théorie est désormais obsolète.

## Sources antiques écrites
De toutes les créatures fantastiques de la mythologie grecque, Pégase est l'une des plus connues. Les épisodes de son mythe proviennent des poètes gréco-romains. La plus ancienne source écrite est celle d'Hésiode, au IXe ou VIIIe siècle av. J.-C., qui parle de la naissance de Pégase et de la Chimère dans sa Théogonie. Ovide raconte sa naissance dans les Métamorphoses, Hygin évoque plusieurs épisodes dans ses Fables, et Pindare conte la façon dont Bellérophon capture Pégase au VIe siècle av. J.-C. Il est très difficile de restituer un ordre chronologique à l'histoire de Pégase. De nombreux auteurs évoquent ce mythe plus ou moins brièvement, en se contredisant parfois entre eux.

### Naissance

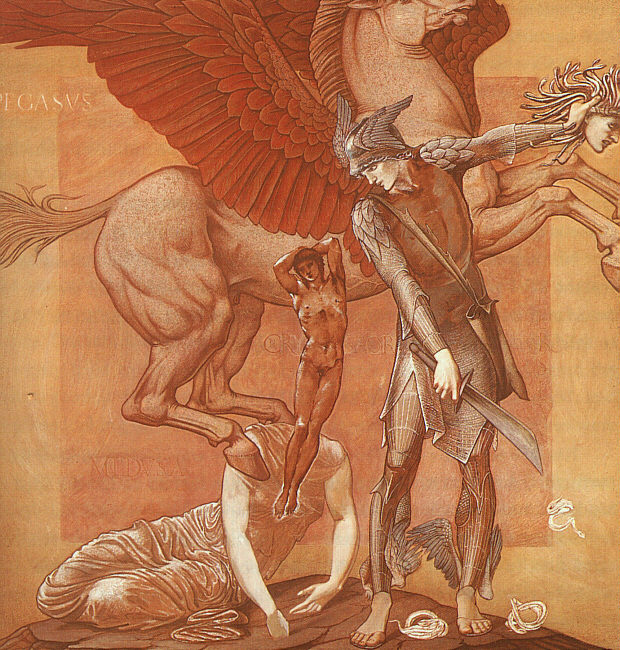
Méduse est décapitée par Persée, Pégase et Chrysaor sortant du cou tranché.
Gouache par Edward Burne-Jones.

Pégase est considéré comme le fils du dieu Poséidon et de la Gorgone Méduse. Hésiode dit que « Poseidaôn (Poséidon) aux cheveux noirs s'unit à Médousa (Méduse) dans une molle prairie, sur des fleurs printanières ». L'épithète « aux cheveux noirs » est traduit plus récemment par « Sombre-crinière », indiquant que Poséidon prend la forme du cheval pour s'unir à Méduse. La version d'Ovide est plus complète :
| Ovide, Les Métamorphoses, chant IV vers 794-801, en latin | Traduction française |
| --- | --- |
| Clarissima forma multorumque fuit spes inuidiosa procorum illa, neque in tota conspectior ulla capillis pars fuit ; inueni, qui se uidisse referret. Hanc pelagi rector templo uitiasse Mineruae dicitur ; auersa est et castos aegide uultus nata Iouis texit ; neue hoc inpune fuisset, Gorgoneum crinem turpes mutauit in hydros. | Très célèbre pour sa beauté, Méduse éveilla l'espoir jaloux de nombreux prétendants et, de toute sa personne, rien n'était plus remarquable que sa chevelure ; j'ai connu quelqu'un qui disait l'avoir vue. Le maître de la mer l'aurait outragée dans le temple de Minerve la fille de Jupiter se détourna, dissimula derrière son égide son chaste visage et, pour ne pas laisser cet acte impuni, transforma les cheveux de la Gorgone en hydres affreuses. |

À la suite de sa métamorphose, Méduse se met à dévaster la contrée avec ses deux sœurs Euryale et Sthéno. Plus tard, rapporte Ovide, le héros Persée reçoit l'ordre de tuer Méduse, seule mortelle des trois gorgones. Deux êtres, Pégase et Chrysaor, étaient en elle et sont libérés par le coup d'épée de Persée qui lui tranche la tête. Hésiode dit que « lorsque Perseus lui eut coupé la tête, le grand Khrysaôr naquit d'elle, et le cheval Pegasos aussi », c'est-à-dire que Pégase jaillit avec son frère Chrysaor du corps décapité de Méduse. Selon les Métamorphoses toutefois, Pégase naît du sang de sa mère.
| Ovide, Les Métamorphoses, chant IV vers 784-786, en latin                                                                               | Traduction française |
| --- | --- |
| dumque grauis somnus colubrasque ipsamque tenebat, eripuisse caput collo pennisque fugacem Pegason et fratrem matris de sanguine natos. | et tandis qu'elle et ses vipères dormaient d'un lourd sommeil, il lui avait séparé la tête du cou ; ensuite, du sang de leur mère étaient nés Pégase aux ailes rapides et son frère. |

Le pseudo-Apollodore dit que Pégase et Chrysaor jaillissent du corps de Méduse lorsqu'elle est décapitée, et que Poséidon est le père des deux. La naissance de Pégase est rapportée succinctement dans les mêmes termes par Strabon, Hygin et Nonnos de Panopolis. Dans ses Fastes, Ovide dit que « les hommes croient que Pégase s'élança avec sa crinière éclaboussée de sang depuis le cou tranché de Méduse alors qu'elle était enceinte. Comme il se glissait au-dessus des nuages et sous les étoiles, le ciel était sa terre et les ailes étaient ses pieds. »
Hésiode précise que ce cheval ailé naît près des sources (pêgai) du fleuve Océan, à l'extrémité occidentale du monde.
Il est possible de reconstituer les origines de Pégase grâce aux informations sur sa généalogie fournies par la Théogonie et la cosmogonie orphique, où Æther est parent de Pontos à la place d'Ouranos :
|  |  |        |        |        |        |          |          |          |          |          |          | Chaos   |         |         |         |       |       |         |         |         |         |         |         |  |  |      |      |      |      |      |      |  |  |
|  |  |        |        |        |        |          |          |          |          |          |          |         |         |         |         |       |       |         |         |         |         |         |         |  |  |      |      |      |      |      |      |  |  |
|  |  |        |        |        |        |          |          |          |          |          |          | Gaïa    |         |         |         |       |       |         |         |         |         |         |         |  |  |      |      |      |      |      |      |  |  |
|  |  |        |        |        |        |          |          |          |          |          |          |         |         |         |         |       |       |         |         |         |         |         |         |  |  |      |      |      |      |      |      |  |  |
|  |  |        |        |        |        |          |          |          |          |          |          |         |         |         |         |       |       |         |         |         |         |         |         |  |  |      |      |      |      |      |      |  |  |
|  |  |        |        |        |        |          |          | Ouranos  | Ouranos  | Ouranos  | Ouranos  | Ouranos | Ouranos | <= ? => | <= ? => | Æther | Æther | Æther   | Æther   | Æther   | Æther   |         |         |  |  |      |      |      |      |      |      |  |  |
|  |  |        |        |        |        |          |          | Ouranos  | Ouranos  | Ouranos  | Ouranos  | Ouranos | Ouranos | <= ? => | <= ? => | Æther | Æther | Æther   | Æther   | Æther   | Æther   |         |         |  |  |      |      |      |      |      |      |  |  |
|  |  |        |        |        |        |          |          |          |          |          |          |         |         |         |         |       |       |         |         |         |         |         |         |  |  |      |      |      |      |      |      |  |  |
|  |  |        |        |        |        |          |          |          |          |          |          |         |         |         |         |       |       |         |         |         |         |         |         |  |  |      |      |      |      |      |      |  |  |
|  |  |        |        |        |        |          |          |          |          |          |          |         |         |         |         |       |       | Pontos  |         |         |         |         |         |  |  |      |      |      |      |      |      |  |  |
|  |  |        |        |        |        |          |          |          |          |          |          |         |         |         |         |       |       |         |         |         |         |         |         |  |  |      |      |      |      |      |      |  |  |
|  |  | Cronos | Cronos | Cronos | Cronos | Cronos   | Cronos   |          |          | Rhéa     | Rhéa     | Rhéa    | Rhéa    | Rhéa    | Rhéa    |       |       |         |         |         |         |         |         |  |  |      |      |      |      |      |      |  |  |
|  |  | Cronos | Cronos | Cronos | Cronos | Cronos   | Cronos   |          |          | Rhéa     | Rhéa     | Rhéa    | Rhéa    | Rhéa    | Rhéa    |       |       |         |         |         |         |         |         |  |  |      |      |      |      |      |      |  |  |
|  |  |        |        |        |        |          |          |          |          |          |          |         |         |         |         |       |       |         |         |         |         |         |         |  |  |      |      |      |      |      |      |  |  |
|  |  |        |        |        |        |          |          |          |          |          |          |         |         |         |         |       |       |         |         |         |         |         |         |  |  |      |      |      |      |      |      |  |  |
|  |  |        |        |        |        | Poséidon | Poséidon | Poséidon | Poséidon | Poséidon | Poséidon |         |         |         |         |       |       | Phorcys | Phorcys | Phorcys | Phorcys | Phorcys | Phorcys |  |  | Céto | Céto | Céto | Céto | Céto | Céto |  |  |
|  |  |        |        |        |        | Poséidon | Poséidon | Poséidon | Poséidon | Poséidon | Poséidon |         |         |         |         |       |       | Phorcys | Phorcys | Phorcys | Phorcys | Phorcys | Phorcys |  |  | Céto | Céto | Céto | Céto | Céto | Céto |  |  |
|  |  |        |        |        |        |          |          |          |          |          |          |         |         |         |         |       |       |         |         |         |         |         |         |  |  |      |      |      |      |      |      |  |  |
|  |  |        |        |        |        |          |          |          |          |          |          |         |         |         |         |       |       |         |         |         |         | Méduse  |         |  |  |      |      |      |      |      |      |  |  |
|  |  |        |        |        |        |          |          |          |          |          |          |         |         |         |         |       |       |         |         |         |         |         |         |  |  |      |      |      |      |      |      |  |  |
|  |  |        |        |        |        |          |          |          |          |          |          | Pégase  |         |         |         |       |       |         |         |         |         |         |         |  |  |      |      |      |      |      |      |  |  |

### Les Muses et les sources

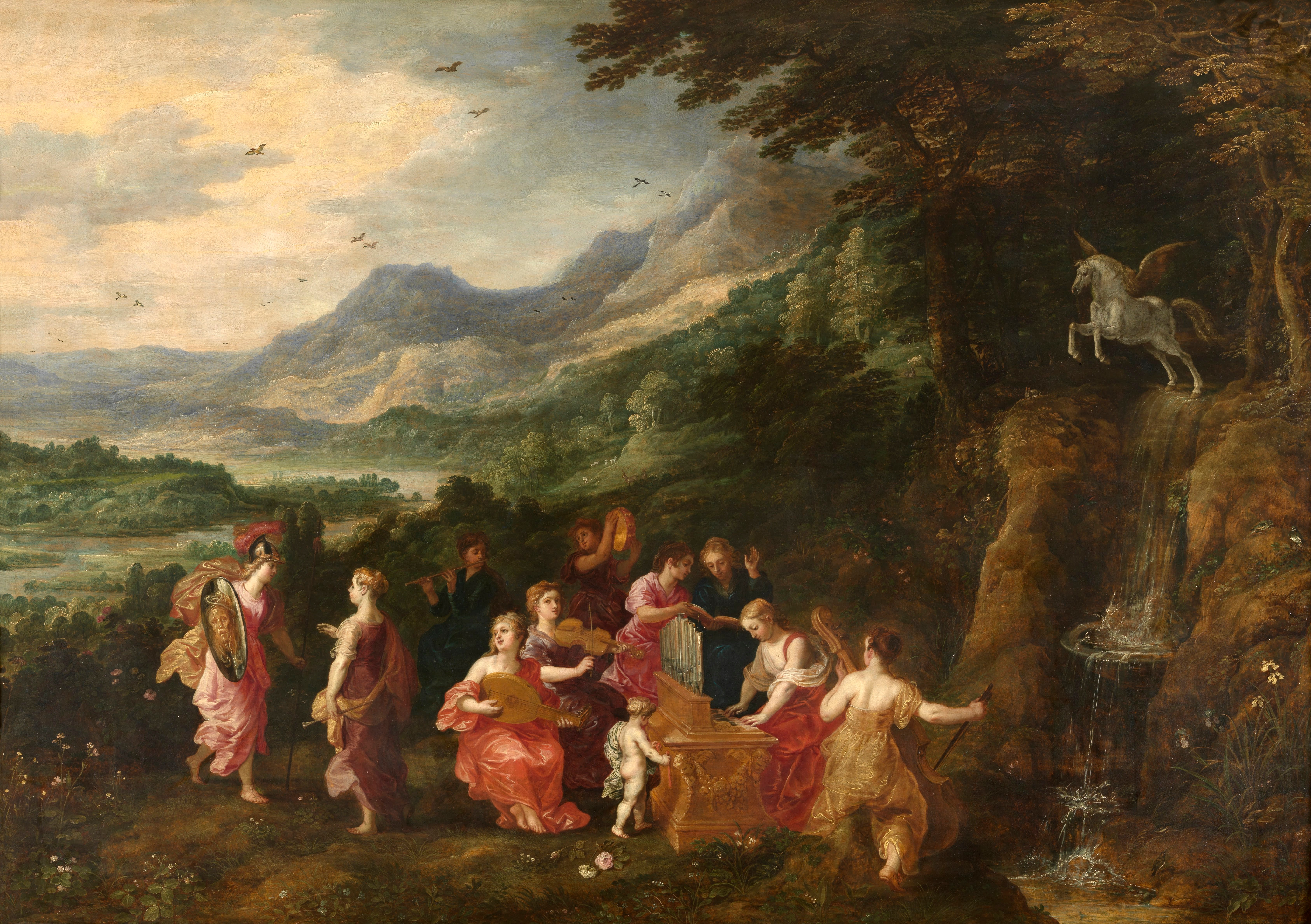
Helicon ou la visite de Minerve aux Muses.
Huile sur toile par Joos de Momper (1564-1635).

Un lien étroit existe entre Pégase et la source Hippocrène (du grec hippos, « cheval », et krênê, « source », ce qui signifie la « source du cheval »), qui est aussi la source des Muses. D'après les Métamorphoses, l'Hippocrène est si célèbre que la déesse Athéna s'y rend pour l'admirer. Guidée par Uranie, la muse de l'astronomie, Athéna s'approche des eaux et s'en fait raconter l'histoire :

« Pallas […] se dirige vers Thèbes et vers l’Hélicon, séjour des chastes Muses. Elle s’arrête sur ce mont, et tient ce langage aux doctes sœurs : « La Renommée a porté jusqu’à mes oreilles la nouvelle de cette fontaine que Pégase aux ailes rapides a fait jaillir de terre sous ses pieds vigoureux ; elle est l’objet de mon voyage : j’ai voulu voir cette merveille opérée par le coursier qui naquit sous mes yeux du sang de sa mère ». Uranie lui répond : « Quel que soit le motif qui te fait visiter nos demeures, ô déesse ! ta présence remplit nos âmes de joie ; la Renommée dit vrai : c’est à Pégase que nous devons cette source. » À ces mots, elle conduit Pallas vers l’onde sacrée. La déesse admire longtemps ces eaux que le pied de Pégase a fait sortir de la terre […]. »

— Ovide, V, 250.
La raison pour laquelle Pégase a créé cette source diffère selon les auteurs. Ovide précise dans ses Fastes que le cheval venait protester contre son étrange bridage par Bellérophon, et que son sabot de lumière creusa la source. Pour Antoninus Liberalis, lorsque les Muses chantaient, le ciel, les étoiles, la mer et les rivières s'arrêtaient, tandis que le mont Hélicon, séduit par le plaisir d'entendre leurs voix, enflait jusqu'à atteindre le ciel. Par la volonté de Poséidon, Pégase frappa le sommet du mont de ses sabots et celui-ci reprit une taille normale.

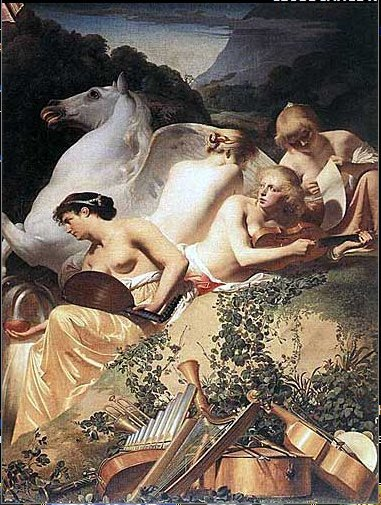
Quatre Muses, par Caesar van Everdingen, XVIIe siècle.

Aratos de Soles évoque dans ses Phénomènes « celui qui a été, dit-on, à l'origine de l'eau claire de l'Hippocrène » : le cheval frappa de son pied droit et aussitôt l'eau jaillit. De nombreux autres auteurs gréco-latins parlent de cet épisode, notamment Strabon qui évoque une roche sous la montagne que Pégase aurait brisée d'un coup de sabot. Nonnos de Panopolis parle « de la fontaine qui naquit à l'endroit où le sabot humide du cheval gratta la surface de la terre et fit un creux pour l'eau qui prit son nom de lui ». Pour Callistrate, les eaux de la source sacrée des Muses étaient de couleur violet-noir. Hygin et Pausanias évoquent brièvement ce mythe mais Pausanias précise plus loin que le cheval ailé créa une autre source de la même manière, près de Trézène :

« Entre les différentes choses qui servirent à purifier Oreste, les Trézéniens citent l'eau de l'Hippocrène, car ils ont aussi une fontaine de ce nom, et ils en racontent l'origine de la même manière que les Béotiens, car ils disent que l'eau jaillit de la terre à l'endroit que le cheval Pégase avait frappé du pied. »

— Pausanias, II, 31.
Une tradition attribue aux eaux de la source Hippocrène la faculté de changer en poète ceux qui en boivent, mais elle est postérieure à l'Antiquité. Elle est cependant évoquée par Properce dans ses Élégies, où il dit avoir rêvé « à l'ombre douce de l'Hélicon, où coule la fontaine du cheval de Bellérophon », qu'il possédait le pouvoir de proclamer le roi d'Alba[Laquelle ?] et ses actes en les accompagnant de sa lyre.

### Pégase et Bellérophon

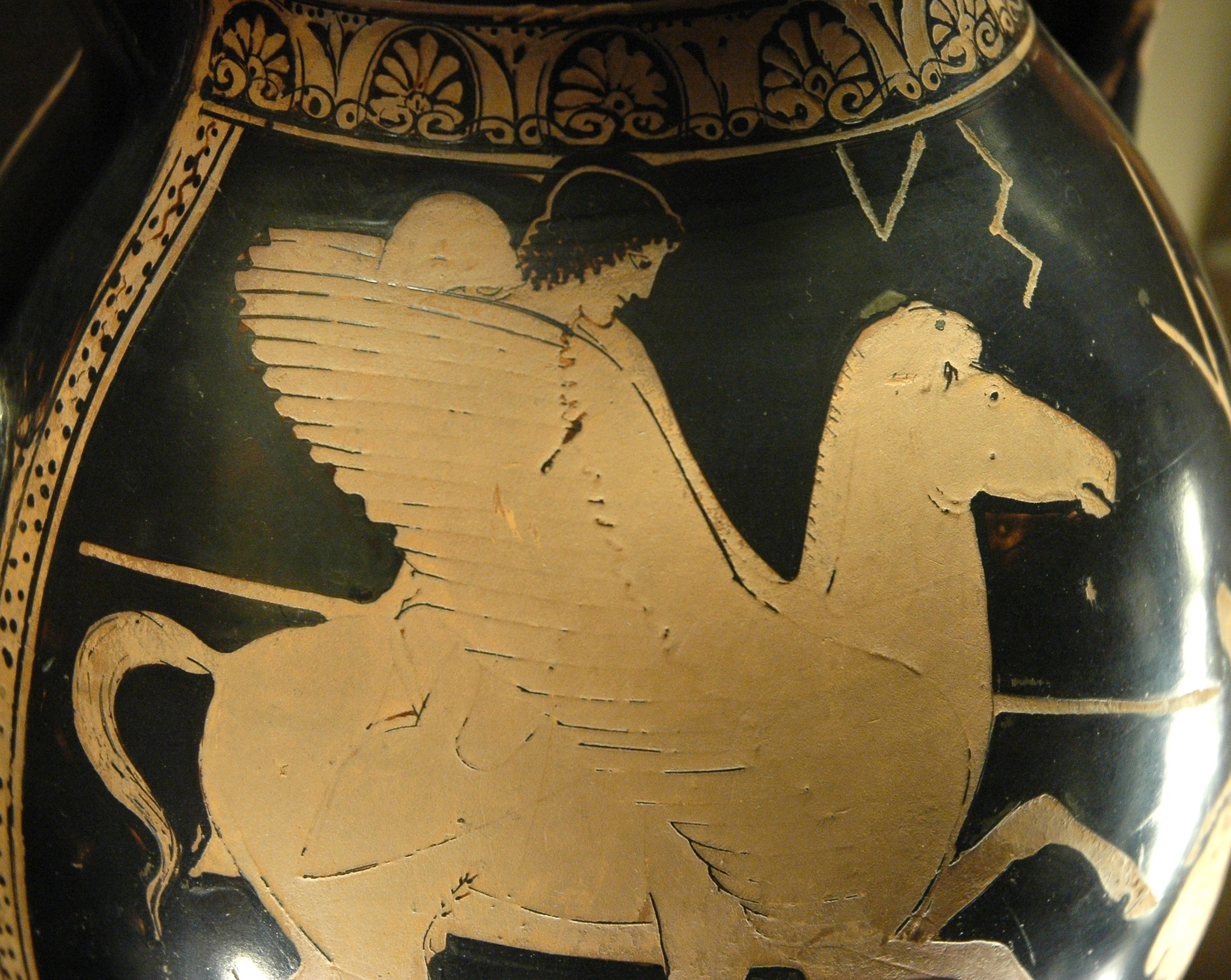
Bellérophon monté sur Pégase, pélikè attique à figures rouges du Peintre de Barclay, v. 440 av. J.-C., musée du Louvre.

L'histoire de Pégase se mêle à celle du héros grec Bellérophon. Ce dernier est surtout connu par l'Iliade d'Homère, où Glaucos fils d'Hippoloque répond à Diomède qui l'interroge sur sa généalogie. Bellérophon est reçu par le roi Iobatès et boit à sa table, avant que celui-ci ne voie le message que porte le jeune homme, disant de tuer le porteur. Réticent à tuer son invité, Iobatès donne à Bellérophon l'ordre d'abattre un monstre terrible, « lion par devant, serpent par derrière et chèvre entre les deux », capable de cracher le feu, la Chimère. Le jeune homme ne peut pas reparaître devant le roi de Lycie avant que ce soit fait, sous peine de mort. Bien que l'Iliade ne cite pas Pégase, d'autres auteurs rapportent que Bellérophon part en quête du cheval ailé Pégase avant d'accomplir cette tâche.

#### Capture de Pégase
Les Olympiques de Pindare (XIII), composées dans le cadre des jeux olympiques, rapportent la capture de Pégase par Bellérophon :

« Bellérophon brûlait du désir de dompter Pégase qui devait le jour à l'une des Gorgones, aux cheveux hérissés de serpents ; mais ses efforts furent inutiles jusqu'au moment où la chaste Pallas lui apporta un frein enrichi de rênes d'or. Réveillé en sursaut d'un sommeil profond, il la voit apparaître à ses yeux et l'entend prononcer ces paroles : Tu dors, roi, descendant d'Éole ! Prends ce philtre, seul capable de rendre les coursiers dociles ; après l'avoir offert à Neptune (Poséidon), ton père, immole un superbe taureau à ce dieu si habile à dompter les coursiers.

La déesse à la noire égide ne lui en dit pas davantage au milieu du silence de la nuit. Bellérophon se lève aussitôt et, saisissant le frein merveilleux, le porte au fils de Coeramus, le devin de ces contrées. Il lui raconte la vision qu'il a eue, comment, docile à ses oracles, il s'est endormi pendant la nuit sur l'autel de la déesse et comment cette fille du dieu, à qui la foudre sert de lance lui a donné elle-même ce frein d'or sous lequel doit plier Pégase. Le devin lui ordonne d'obéir sans retard à ce songe et d'élever un autel à Minerve Équestre (Athéna Hippia), après avoir immolé un taureau au dieu, qui de ses ondes environne la terre.

C'est ainsi que la puissance des dieux rend facile ce que les mortels jureraient être impossible et désespéreraient même d'exécuter jamais. Tressaillant d'allégresse, l'intrépide Bellérophon saisit le cheval ailé : tel qu'un breuvage calmant, le frein dont il presse sa bouche modère sa fougue impétueuse ; alors, s'élançant sur son dos, Bellérophon, revêtu de ses armes, le dresse au combat en se jouant. Bientôt, transporté avec lui dans le vide des airs sous un ciel glacé, il accable de ses traits les Amazones, habiles à tirer de l'arc, tue la Chimère qui vomissait des flammes et défait les Solymes. Je ne parlerai point de la mort de Bellérophon : je dirai seulement que Pégase fut reçu dans les étables de l'immortel roi de l'Olympe. »

— Pindare, Odes.
Pour Hygin dans ses Astronomiques, Proétos, sachant que Bellérophon a le cheval Pégase, l'envoie au père d'Antia (ou Sthénébée), pour lui permettre de défendre la chasteté de sa fille. Strabon précise que Pégase est capturé par Bellérophon alors qu'il buvait à la fontaine de Pirène. Toutefois, selon les Corinthiens et ainsi que le rapporte Pausanias dans ses Descriptions de la Grèce, Pégase est amené à Bellérophon par Athéna, qui l'avait dompté et soumis au frein elle-même. Si on en croit le pseudo-Hésiode dans son Catalogue des femmes, c'est Poséidon, père de Pégase et de Bellérophon, qui lui amène le coursier alors que le héros errait en quête d'une solution pour tuer la Chimère.

#### Combats

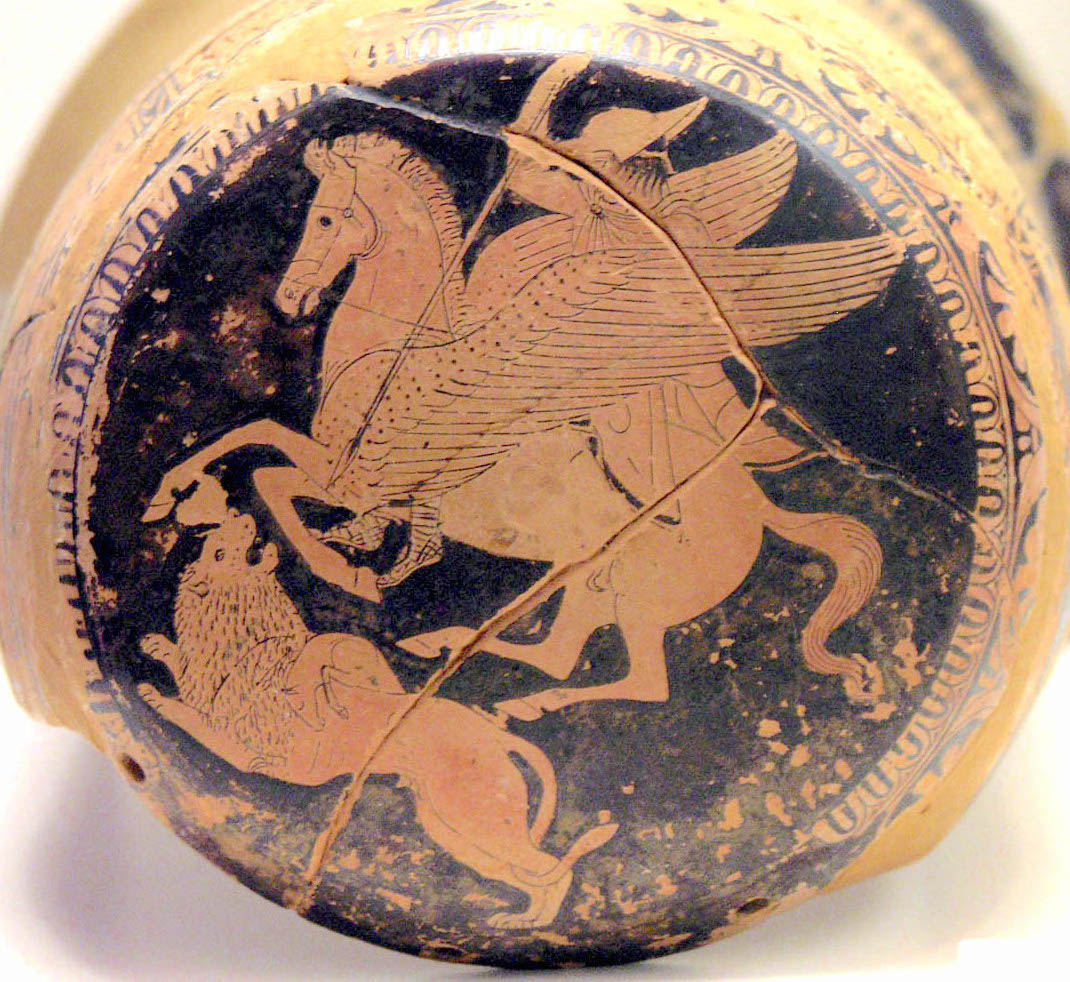
Bellérophon combattant la Chimère.
Scène peinte sur l'extrémité d'un épinétron attique,

L'épisode le plus célèbre du mythe de Pégase et de Bellérophon est celui de leur victoire sur la Chimère, dont parlait déjà Hésiode dans sa Théogonie,. Hygin précise que la Chimère, à cette époque, ravageait le pays des Lyciens de ses flammes. Le pseudo-Apollodore précise que le héros Bellérophon tue le monstre en le survolant et parvient à la victoire grâce à son arc et à ses flèches. Pour Oppien de Syrie, « les chevaux au-delà de toutes les créatures mortelles sont celles à qui la nature ingénue a donné un esprit subtil et du cœur… ainsi, le cheval Pégase a-t-il porté Bellérophon qui tua la Chimère au-dessus des nuages ». Apulée fait référence à ce combat dans L'Âne d'or, lorsqu'il dit que la panique plus que tout avait incité le célèbre Pégase à prendre l'air. La tradition selon laquelle il avait des ailes était justifiée, car il bondit aussi haut que le ciel dans sa peur d'être mordu par la Chimère cracheuse de feu.

#### Ascension de l'Olympe
Bellérophon, devenu orgueilleux, s'estime digne de rejoindre le séjour des dieux, l'Olympe, avec sa monture.
Après la création de la source Hippocrène, dit Hygin dans ses Astronomiques, et alors qu'il tentait de voler jusqu'au ciel et l'avait presque atteint, Bellérophon s'effraie en regardant la terre, tombe et meurt sur le coup. Pindare dit dans ses Odes que « le cheval ailé Pégase jeta son seigneur Bellérophon de haut vers la terre, lui qui pensait atteindre les demeures du ciel » et Nonnos que « Pégase aux ailes rapides », ce cheval ailé inlassable à la course et passant dans l'air comme une rafale de vent, jeta Bellérophon et l'envoya tête baissée vers le sol. Selon lui, le héros a survécu parce qu'il est du sang de Poséidon, que le cheval lui-même partage. Hygin dit toutefois dans ses Fables que Bellérophon tombe dans les plaines d'Aelia, en Lycie, où il se démet la hanche, et finit donc sa vie estropié.
Horace évoque l'essence de ce mythe en disant que :

« Par un terrible exemple, Pégase, l'animal ailé qui ne put supporter Bellérophon, son cavalier terrestre, t'enseigne à rechercher toujours des objets à ta mesure, et, tenant pour sacrilège d'espérer au-delà des limites permises, à éviter un compagnon mal assorti. »

À la Renaissance se répand une version selon laquelle Zeus envoie un taon piquer le cheval, qui désarçonne alors son cavalier : elle est peut-être issue des Mythologiae de Natale Conti (livre IX ch.4) ; son succès est tel qu'André Dacier la considère (sans en mentionner d'origine) comme la version courante, sur laquelle il s'appuie pour critiquer la version d'Horace.

### Arrivée sur l'Olympe et transformation en constellation

Mars et Vénus, dit Parnasse d'Andrea Mantegna, (1497). Pégase est représenté parmi les dieux de l'Olympe, à côté d'Hermès, au premier plan à droite.

Il existe relativement peu de sources écrites concernant l'arrivée de Pégase sur l'Olympe, son rôle auprès de Zeus et sa transformation en constellation. Pour Hésiode, Pégase, juste après sa naissance, « s'envolant loin de la terre féconde en troupeaux, parvint jusqu'aux Dieux. Et il habite dans les demeures de Zeus, et il porte le tonnerre et la foudre du sage Zeus ». Sa version est antérieure à l'histoire de Bellérophon et à celle de Pindare, qui précise qu'après la mort de son cavalier, Pégase est reçu « dans les étables de Zeus sur le mont Olympe », continuant (selon Hygin) son ascension interrompue. Dans tous les cas, Pégase atteint l'Olympe et rejoint Zeus. Lorsque ce dernier veut utiliser les éclairs et le tonnerre, c'est Pégase qui les lui apporte depuis la forge d'Héphaïstos, en traversant le ciel.
Dans Phèdre, Platon évoque un rôle de cheval d'attelage pour Pégase, disant que les chevaux ailés et les cochers des dieux sont tous des nobles, et de noble lignée […] Zeus tient les rênes d'un char ailé, ouvre la voie dans le ciel, ordonnant à tous et prenant soin de tous.
Pégase est immortel car Zeus le change en constellation. Aratos de Soles dit que l'immense constellation du cheval, c'est Pégase […] « qui fait des cercles dans le ciel de Zeus et est toujours là pour te voir ». Nonnos écrit que Pégase continue à voler là-haut, fendant l'air de ses longues ailes. Pour Ovide, il jouit du ciel que jadis il cherchait à atteindre au galop de ses ailes, et il brille et scintille de ses quinze étoiles.

## Sources archéologiques antiques

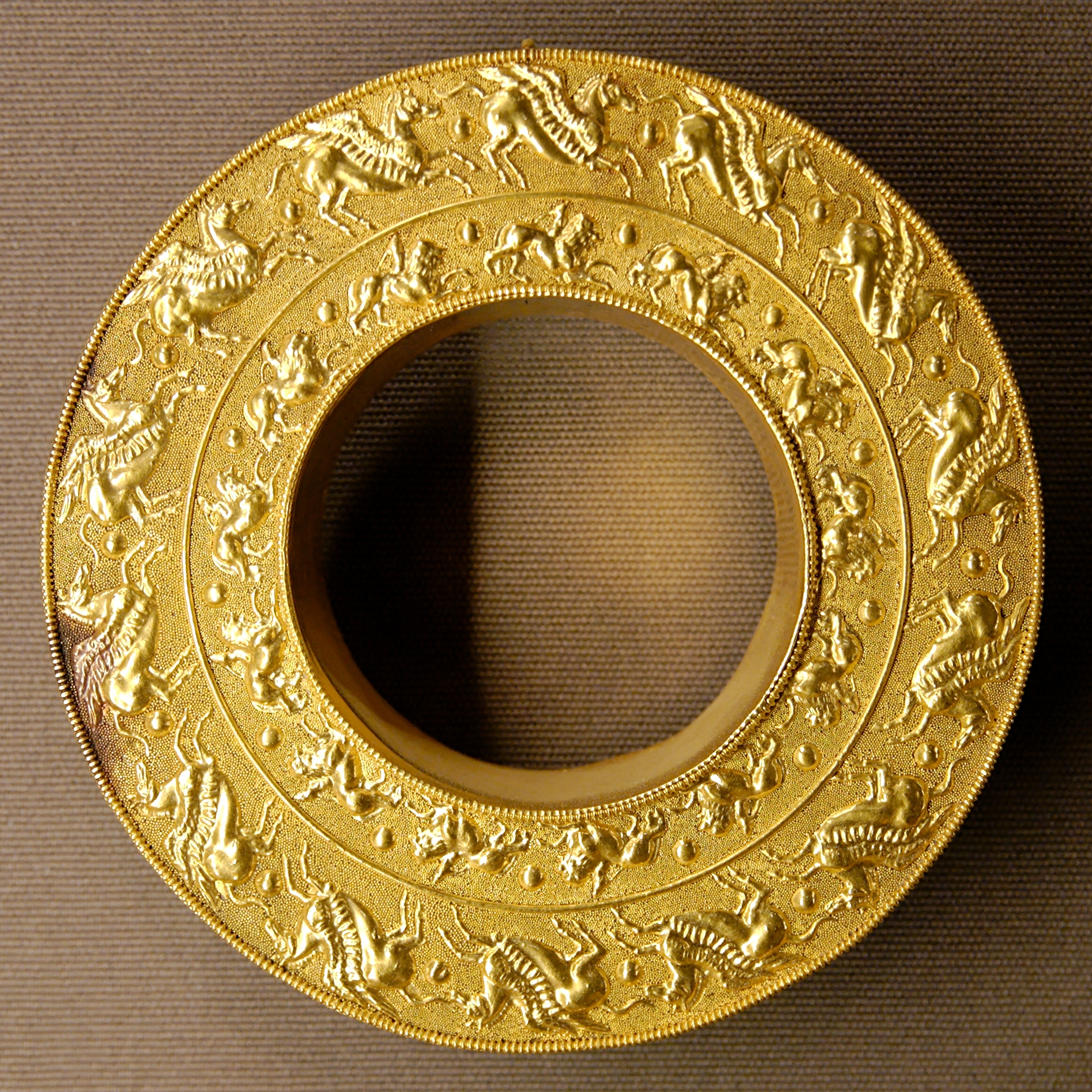
Rouelle aux Pégases et aux Chimères, probablement une boucle d'oreille.
Or à décor de filigrane, de granulation et d'estampage, début du Origine incertaine : la forme renvoie à l'Italie méridionale, mais le décor de granulation est particulier aux bijoux étrusques.

Les plus anciens chevaux ailés représentés semblent être d'origine orientale. Ils apparaissent sur des sceaux assyriens au XIIIe siècle av. J.-C., mais en l'absence d'autre élément, il est impossible de savoir s'ils ont une quelconque relation avec Pégase. La première représentation attestée de Pégase date du VIIe siècle av. J.-C. : il s'agit d'un combat au sol contre la Chimère. Dès le milieu du VIIe siècle av. J.-C., Pégase est représenté en vol, ce qui reste la règle jusqu'à l'époque archaïque, où il est souvent seul à lutter contre la Chimère.
Il arrive que d'anciennes représentations le figurent sans ailes, ce qui le rend difficile à identifier. Son iconographie a peut-être été influencée par celle de l'hippalectryon, créature hybride mi-coq et mi-cheval, sans mythe connu.
Pégase est figuré le plus souvent seul, ou accompagné de Bellérophon combattant la Chimère, auquel cas la représentation la plus classique montre le héros en selle, brandissant une lance face au monstre,. Une tradition de l'époque archaïque veut que le héros mette pied à terre avant de combattre. On en retrouve des représentations dans l'art grec antique mettant en scène le combat contre la Chimère. Pégase est aussi représenté aux côtés des Muses, lors de sa naissance avec Méduse, capturé près de la fontaine de Pirène ou encore abreuvé par Bellérophon. La Description de la Grèce de Pausanias atteste que Pégase était une figure ornementale dans l'art antique : à Corinthe, où l'on rendait un culte héroïque à Bellérophon, une statue de ce héros et du cheval Pégase décorait le temple de Poséidon. « La plus remarquable des fontaines de Corinthe » était un Bellérophon placé auprès d'Artémis, monté sur Pégase, l'eau sortant d'un sabot du cheval.
Le mythe a été repris par les Romains. Ils y ont fait des ajouts avant l'essor du christianisme, notamment dans la symbolique psychopompe et son association avec l'empereur Auguste. Le cheval ailé est d'ailleurs l'emblème de plusieurs légions romaines comme Legio II Adiutrix ou Legio III Augusta

### Céramique, décorations et figurines
Pégase est représenté sur de nombreuses céramiques attiques à figures noires ou rouges, principalement retrouvées en Grèce et dans les régions avoisinantes. On le retrouve aussi, entre autres, sur des casques et des assiettes antiques.

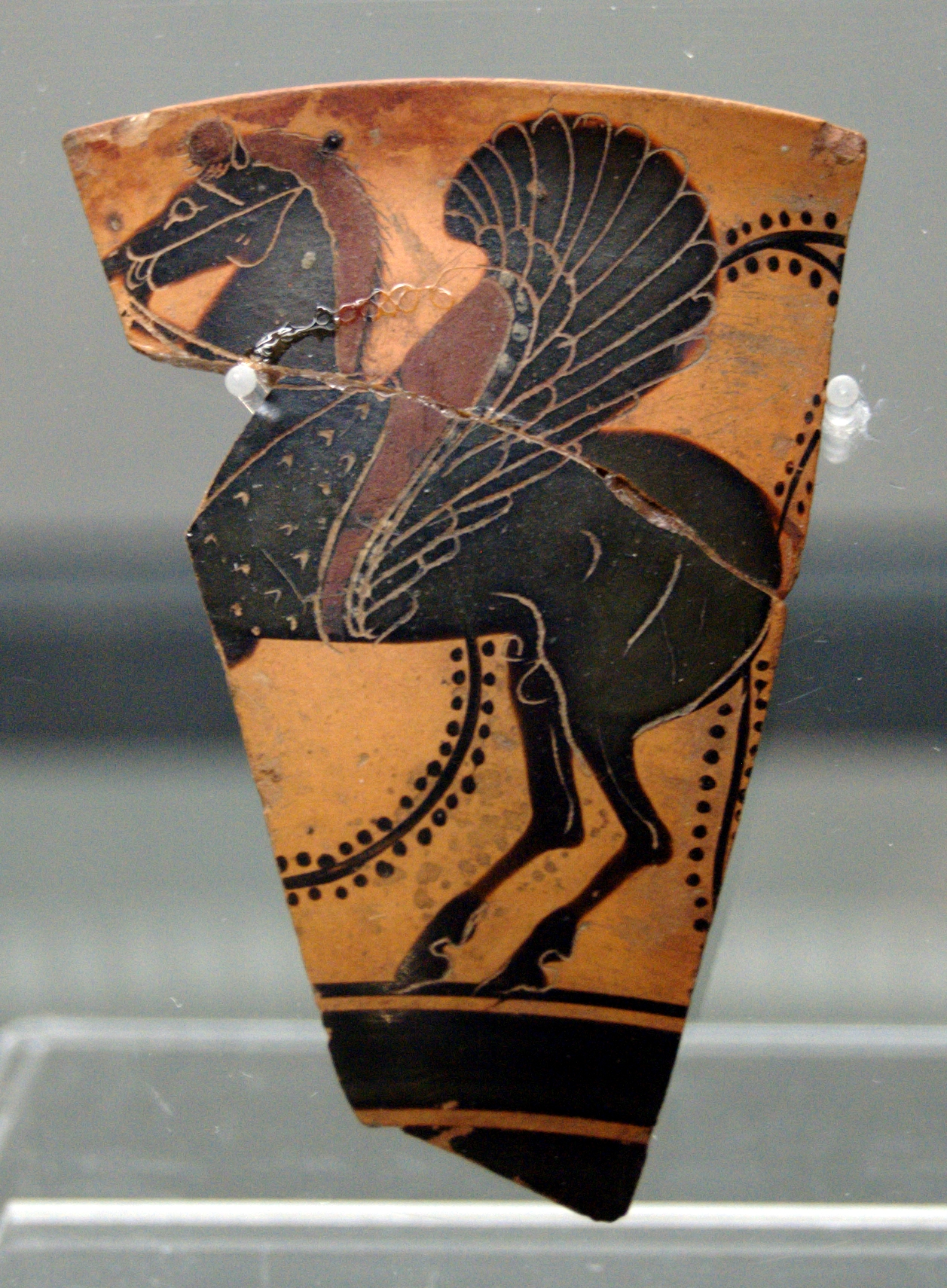
Pégase. Fragment attique à figures noires, fin du VIe siècle av. J.-C.
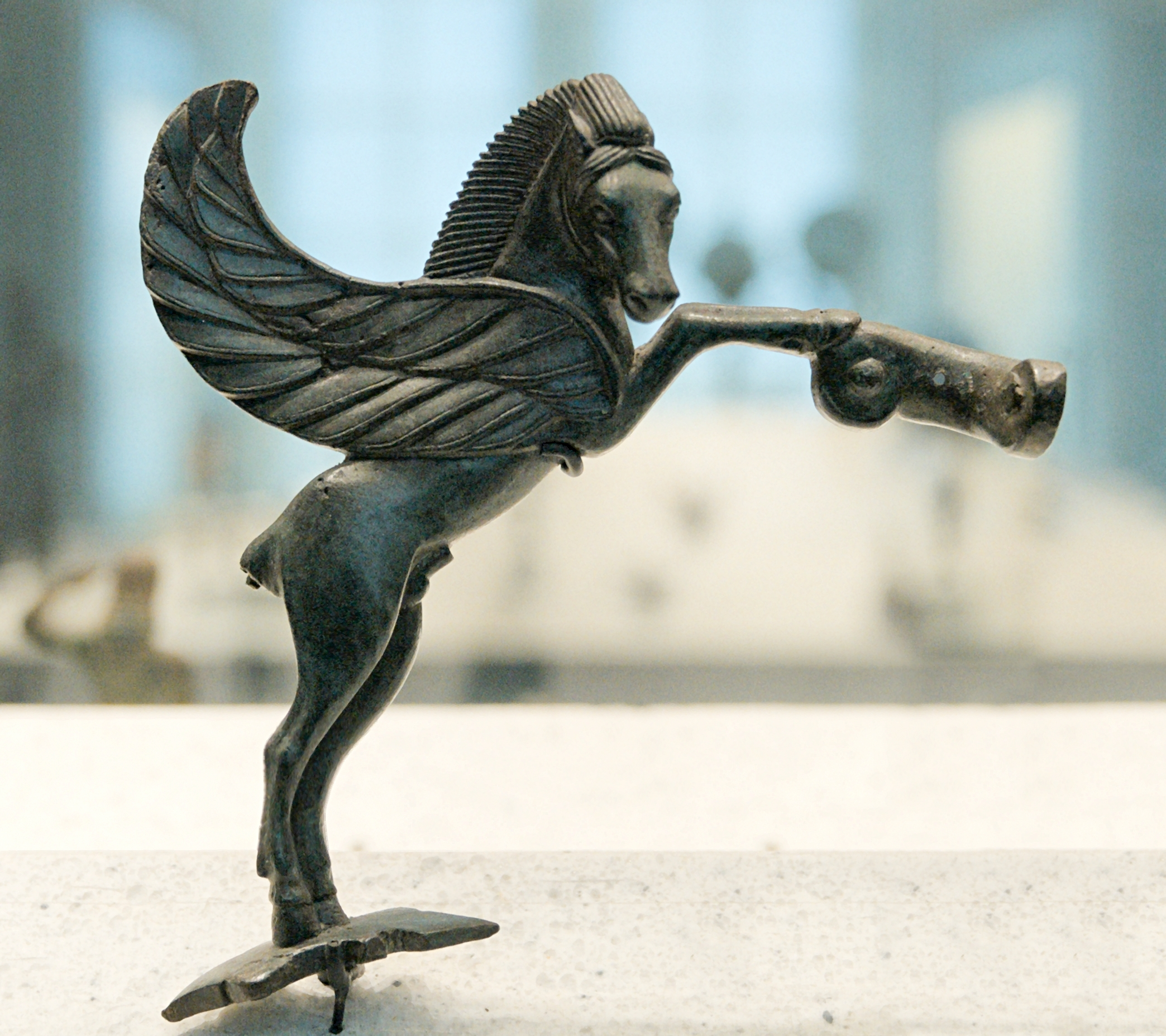
Figurine en bronze, fabriquée dans un atelier de Grèce du Nord-Ouest, VIe siècle av. J.-C.
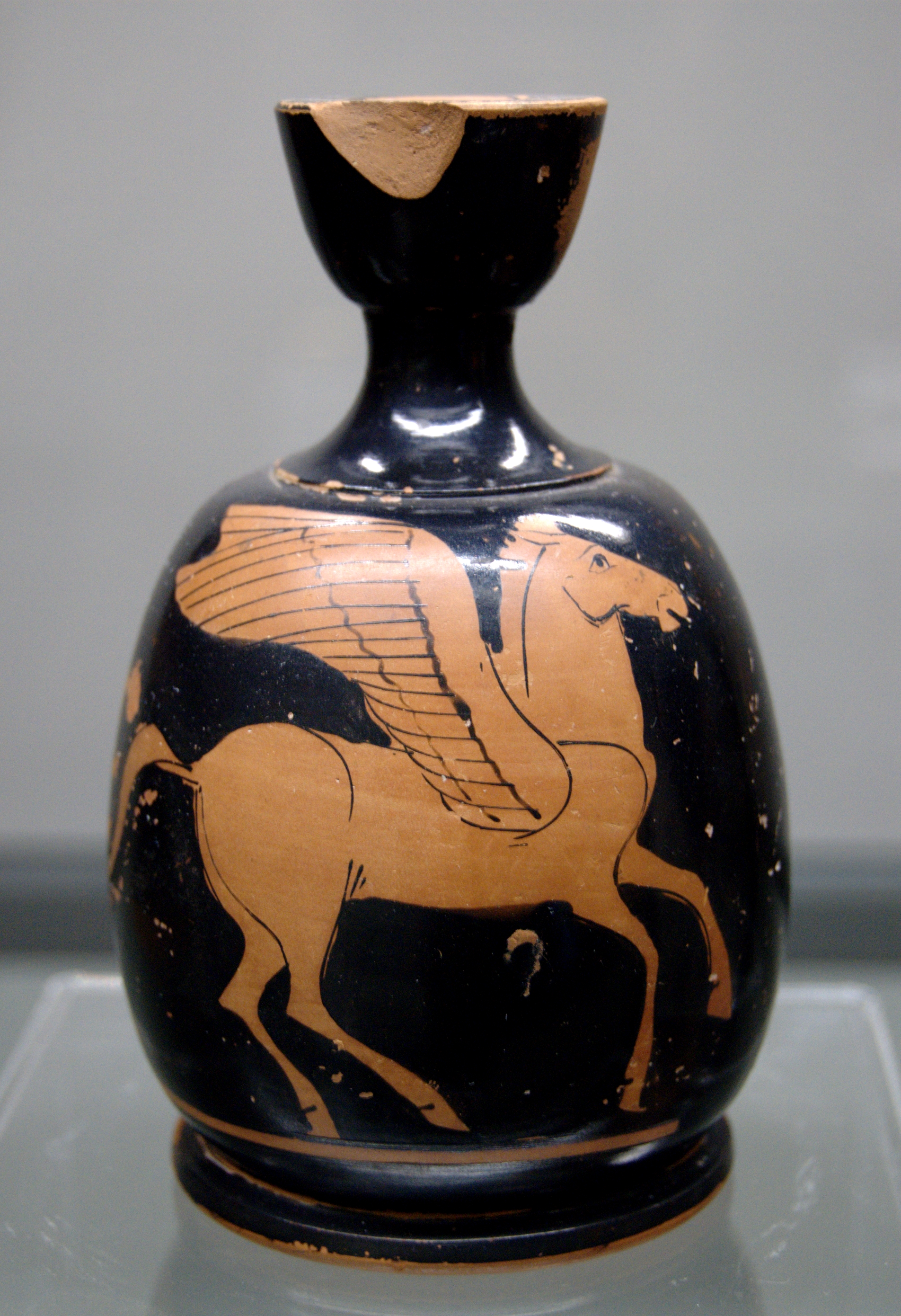
Pégase. Lécythe aryballe attique à figures rouges, 480-460 av. J.-C. Provenance : Sicile.
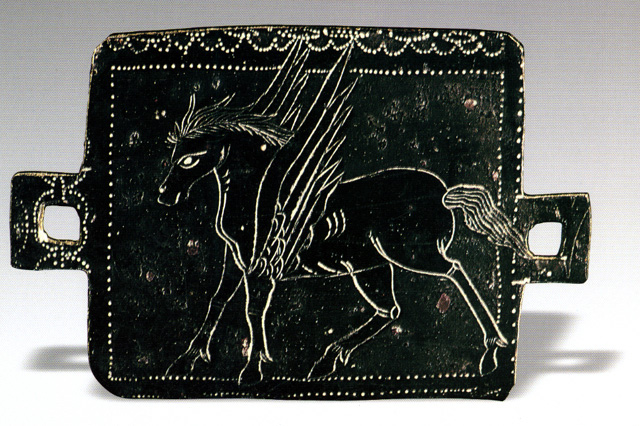
Plat en bronze de l'époque parthe représentant Pégase (Pegaz en perse). Trouvée à Masjed Soleiman, Khouzistan, en Iran.

### Numismatique

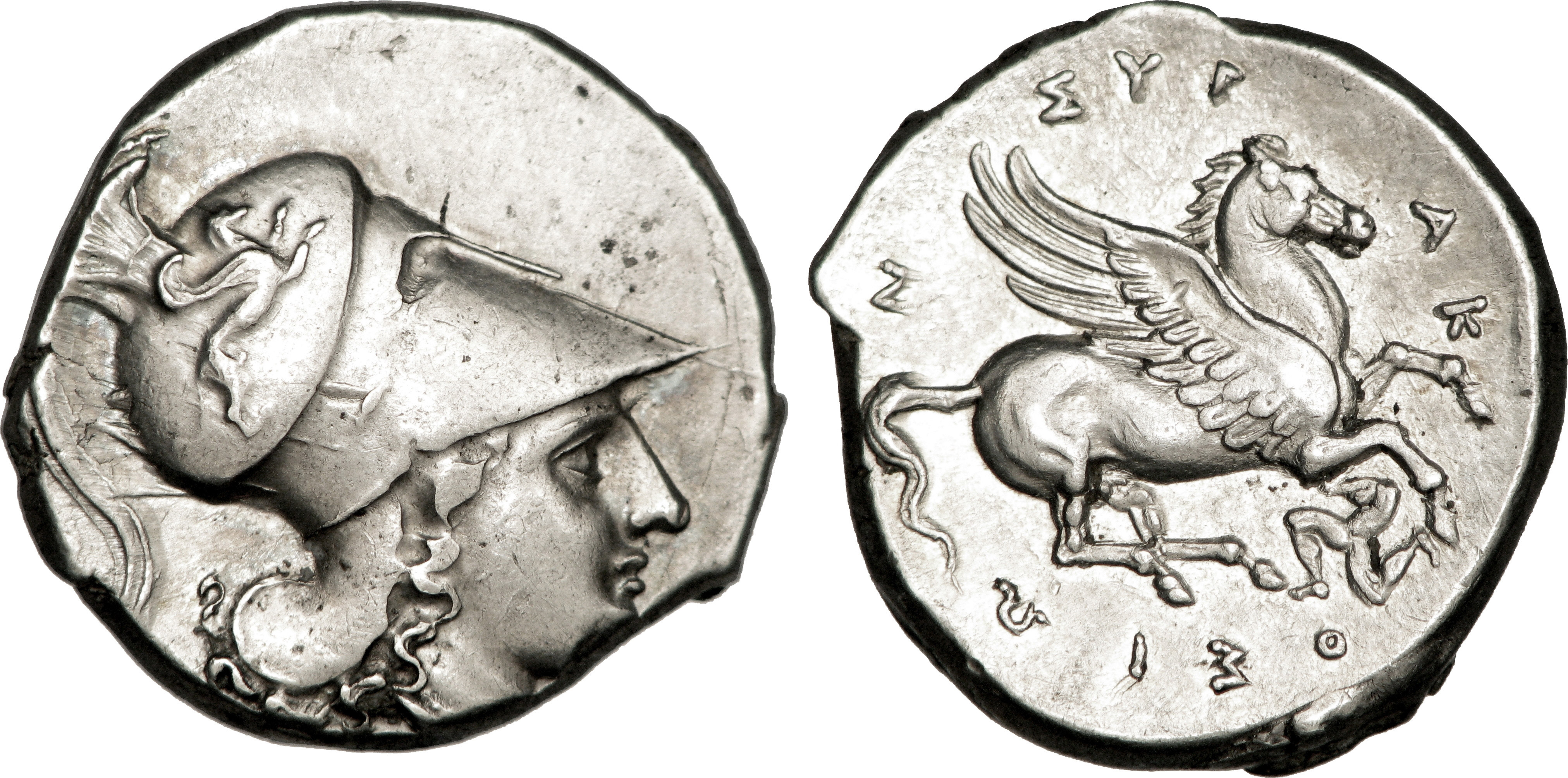
Statère représentant Pégase en vol.

Pégase est présent sur des médailles. Une série de pièces antiques grecques nommées les « poulains de Corinthe » présentent Pégase accompagné de la déesse Athéna. Elles font partie des pièces de monnaie antiques les plus connues et typiquement reconnaissables. On le retrouve sur de nombreuses pièces romaines.

## Symbolisme et rôle antiques

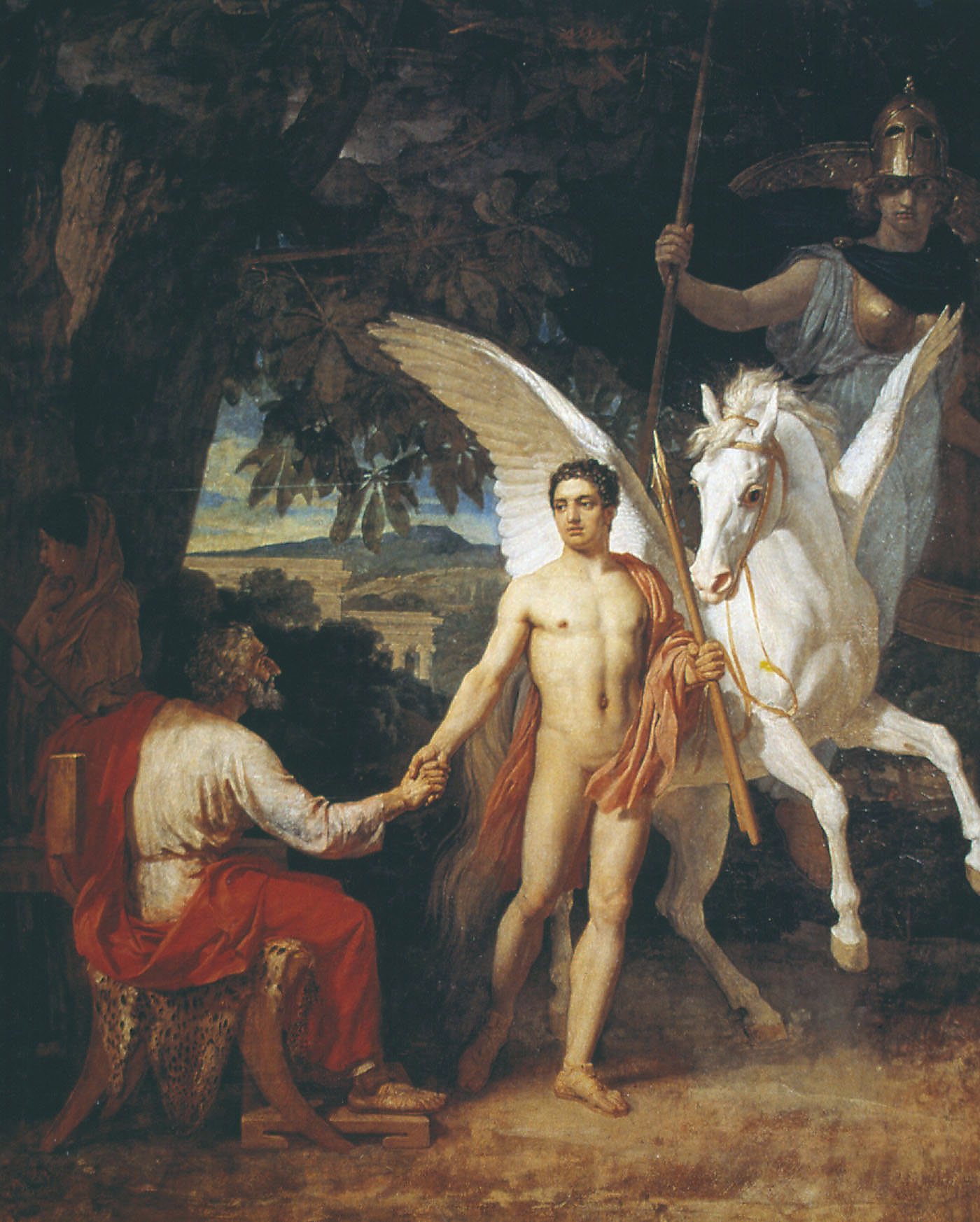
Bellérophon s'apprêtant à tuer la Chimère, par Alexandre Andreïevitch Ivanov (1829).

De nombreuses études tentent de reconstituer le rôle et le symbolisme de Pégase à l'époque antique, où il semble avoir été vénéré. Selon le Dictionnaire des symboles, il allie la symbolique positive du cheval, soit la fougue, l'impétuosité et la force, à celle de l'oiseau, l'indépendance et l'élévation vers le ciel, la légèreté, la rapidité et l'ascension vers le sacré. Le vol et la course de Pégase symbolisent sa légèreté, car l'une des grandes particularités de Pégase sur un cheval « normal » est de posséder des ailes, comme l'attestent ses premières descriptions connues :

« Un coursier ailé, inlassable à la course, et qui passe dans l'air comme une rafale de vent »

— Catalogue des femmes
Bien que l'apparence de Pégase soit celle d'une créature composite, il n'est pas symboliquement perçu comme un être mi-oiseau et mi-cheval, contrairement à d'autres créatures comme l'hippocampe, décrit comme un hybride de cheval et de monstre marin, le centaure, moitié homme et moitié cheval, Arion, qui possède parfois deux pieds humains et la parole, ou encore l'hippogriffe, mélange de cheval et de griffon. De même, il n'est jamais dit que Pégase se métamorphoserait périodiquement en oiseau : il est toujours perçu comme un cheval et rien qu'un cheval. Il s'opposerait à (ou complèterait) Arion, un autre cheval grec mythique, mais vu comme totalement terrestre, et fils de Cérès, la déesse des moissons. Dans la filiation établie par Hésiode, Pégase est ambigu puisqu'il naît d'un monstre et d'un dieu. Sa forme chevaline terrestre, chtonienne, le rend responsable des tremblements de terre ou du jaillissement des sources. Naître du sang de la tête de Méduse, centre de l'intelligence, le relie à la connaissance et à l'intelligence hérétique. Sachant que la tête de Méduse est couverte de serpents, cela fait de lui, « le premier étalon », un « fils de serpents » associé à la symbolique de cet animal et tout ce qu'elle suppose de mortel et de négatif.
Si les anciens textes attestent bien que Pégase est le porteur de la foudre de Zeus, c'est-à-dire un « coursier du tonnerre », il s'est vu attribuer bien d'autres fonctions.

### Monture de héros
La première interprétation du mythe de Pégase semble être celle, très classique, du combat des dieux et des héros solaires contre les monstres infernaux et souterrains. Monture « des héros de la lumière et des rapides écuyers », animal divin, il permet aux mortels de s'élever au niveau des dieux mais ceux-ci deviennent dépendants de lui, de la mobilité et de la force qu'il leur apporte.
Bellérophon ne peut atteindre l'Olympe tandis que Pégase y parvient. De plus, Hésiode semble attribuer un plus grand rôle au cheval ailé qu'à son cavalier, puisque c'est Pégase qui arrache la vie de la Chimère, Bellérophon étant réduit à un simple complément d'objet. La raison pourrait-être imputable à l'origine asiatique du mythe. Ludolf Malten (de) a évoqué le dieu cavalier du cheval-éclair terrassant un monstre hybride comme un concept religieux typique de l'Asie mineure, dès les troisièmes et deuxièmes millénaires. Adopté par les Grecs, le dieu asiatique pourrait être devenu un héros pour ne pas concurrencer Zeus dans son rôle. Bellérophon aurait été condamné à disparaitre dans le mythe grec, tandis que Pégase survit et se met au service de Zeus.

### Psychopompe
De nombreuses représentations de Pégase sans cavalier sont retrouvées sur des monuments et objets funéraires de l'Antiquité, laissant à penser qu'il s'agit d'un animal psychopompe dont la charge est de ramener les âmes descendues sur terre vers le soleil,. Son rôle est éminemment positif, Pégase héroïsant et immortalisant la personne près de laquelle il est représenté.
D'autres légendes, en plus de celle de l'empereur Auguste, parlent de personnages illustres enlevés par Pégase après leur mort. La symbolique du cheval est, de manière générale, celle d'un psychopompe, la présence de Pégase symbolisant probablement la promesse d'une immortalité bienheureuse.
La figure psychopompe du cheval dans la mythologie grecque semble découler de son lien avec l'eau, qui symbolise la frontière entre le monde des vivants et l'au-delà. Le cheval, notamment Pégase, est chargé de porter l'âme du défunt par-delà cette frontière, tout comme il permet au chaman de réaliser son voyage extatique.

### Domestication du cheval
En 1988, le doctorant en littérature grecque antique Jacques Desautels note que les chevaux violents et nerveux sont qualifiés par les anciens Grecs de gorgos, c'est-à-dire « terrifiants, inquiétants, dont les yeux reflètent un éclat diabolique ». La violence et la puissance dont ces animaux peuvent faire preuve inquiétait.
On retrouverait les traces de cette symbolique dans les origines de Pégase, la Gorgone Méduse et le dieu Poséidon, tous deux des figures puissantes et inquiétantes,. Jacques Desautels s'appuie sur la composition des Odes de Pindare en faveur d'un athlète des jeux olympiques dont il aurait voulu louer l'habileté pour affirmer que le mythe du dressage de Pégase par Bellérophon représente la domestication du cheval, cet animal inquiétant et sauvage, par les anciens Grecs. Grâce au mors fourni par Athéna, vu comme étant un objet en or doté de vertus magiques, Pégase devient le premier cheval dompté.
Il est possible que l'épithète gorgo attribuée au cheval signifie que Méduse puisse avoir elle-même l'apparence de cet animal.

### Personnification de l'eau

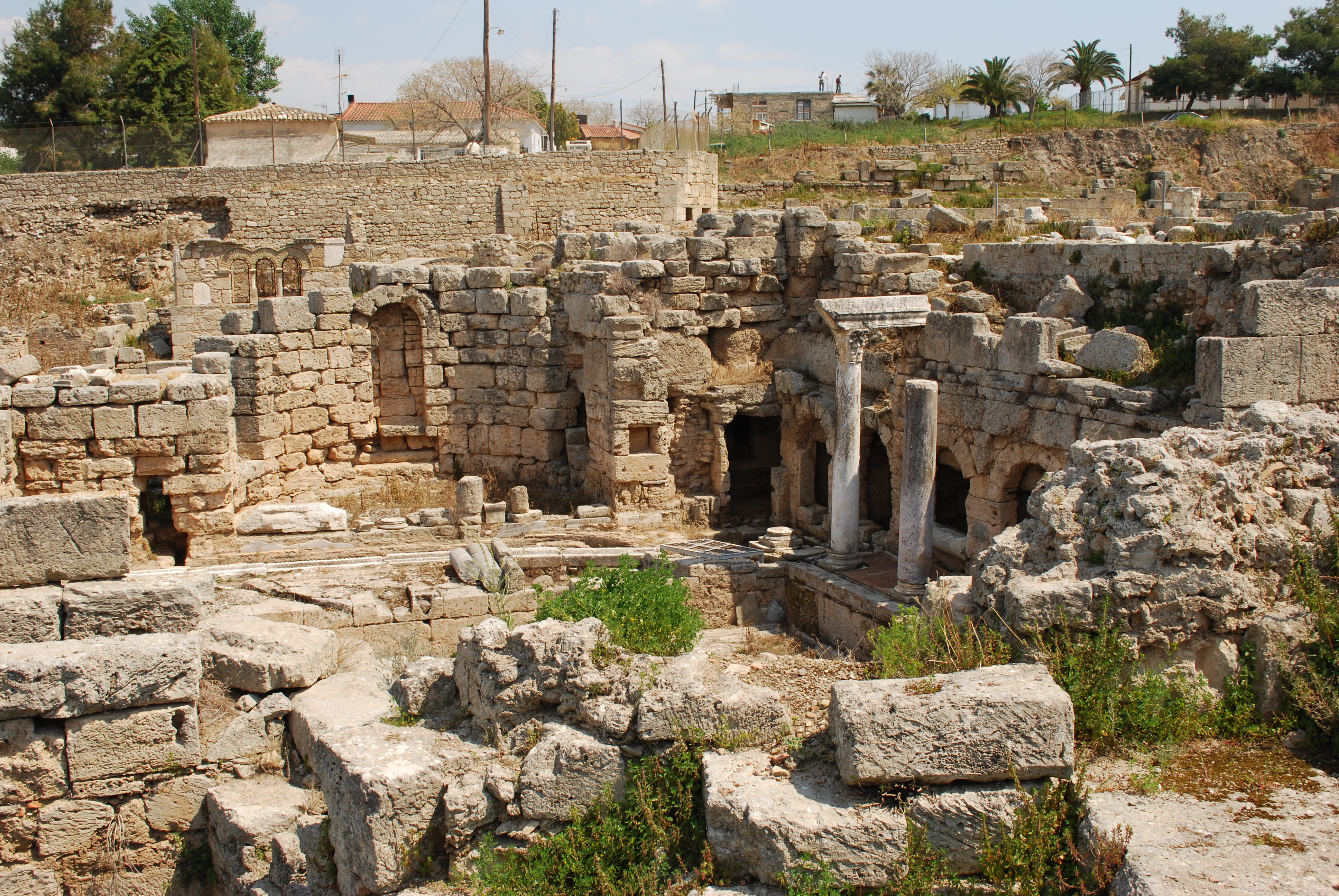
La fontaine Pirène inférieure à Corinthe, lieu où Pégase est capturé selon le mythe.

Le lien entre Pégase et l'eau est connu de longue date. Dès la fin du XIIe siècle, un mythographe du Vatican assure que le nom de Pégase s'applique à tous les cours d'eau, car ceux-ci évoquent la rapidité de la course du cheval. En 1857, Louis-Ferdinand-Alfred Maury rapproche Pégase d'« une personnification de l’eau des sources qui s'élance et qui sourd », à l'image de tous les chevaux de la Grèce antique qu'il personnifie à lui seul. Les anciens Grecs symbolisent les eaux et les fontaines sous l'emblème du cheval, c'est pourquoi cet animal est consacré à Poséidon qui l'aurait créé avec son trident. La foudre, c'est-à-dire « l'arme d'or de Zeus », naît, tout comme Pégase, des eaux qui s'écoulent (la pluie des nuages d'orages), figurées par le sang de Méduse, et s'élance au ciel.
Au XXe siècle, le Dictionnaire des symboles met en avant ce lien entre Pégase et l'eau : la foudre et le tonnerre qu'il porte pour Zeus créent les orages, donc la pluie. Il est le fils du dieu de la mer Poséidon, son nom est tiré du mot « source », il est né aux « sources de l'Océan », il peut créer des sources d'un coup de sabot et il est capturé par Bellérophon alors qu'il boit à la fontaine Pirène (cet épisode présente un rapport entre la fécondité et l'élévation). L'ouvrage en conclut qu'il est une « source ailée » et un « nuage porteur d'eau féconde ».
Carl Gustav Jung voit dans le sabot du cheval Pégase « le dispensateur du fluide fécondant », que Jean-Paul Clébert interprète comme le sexe masculin, tandis que le sabot en forme de fer à cheval représente selon lui le vagin. Le pied de Pégase, créateur de sources, aurait pu être un symbole de l'acte reproductif, source de toute vie.
Dans Le Bestiaire divin ou la Symbolique des animaux, Jacques Duchaussoy voit dans les sources créées par Pégase et le cheval Bayard d'un coup de pied des « sources de connaissance spirituelle » qui finissent par devenir l'eau pure destinée à désaltérer le pèlerin ou le voyageur le long du chemin.

### Spiritualité

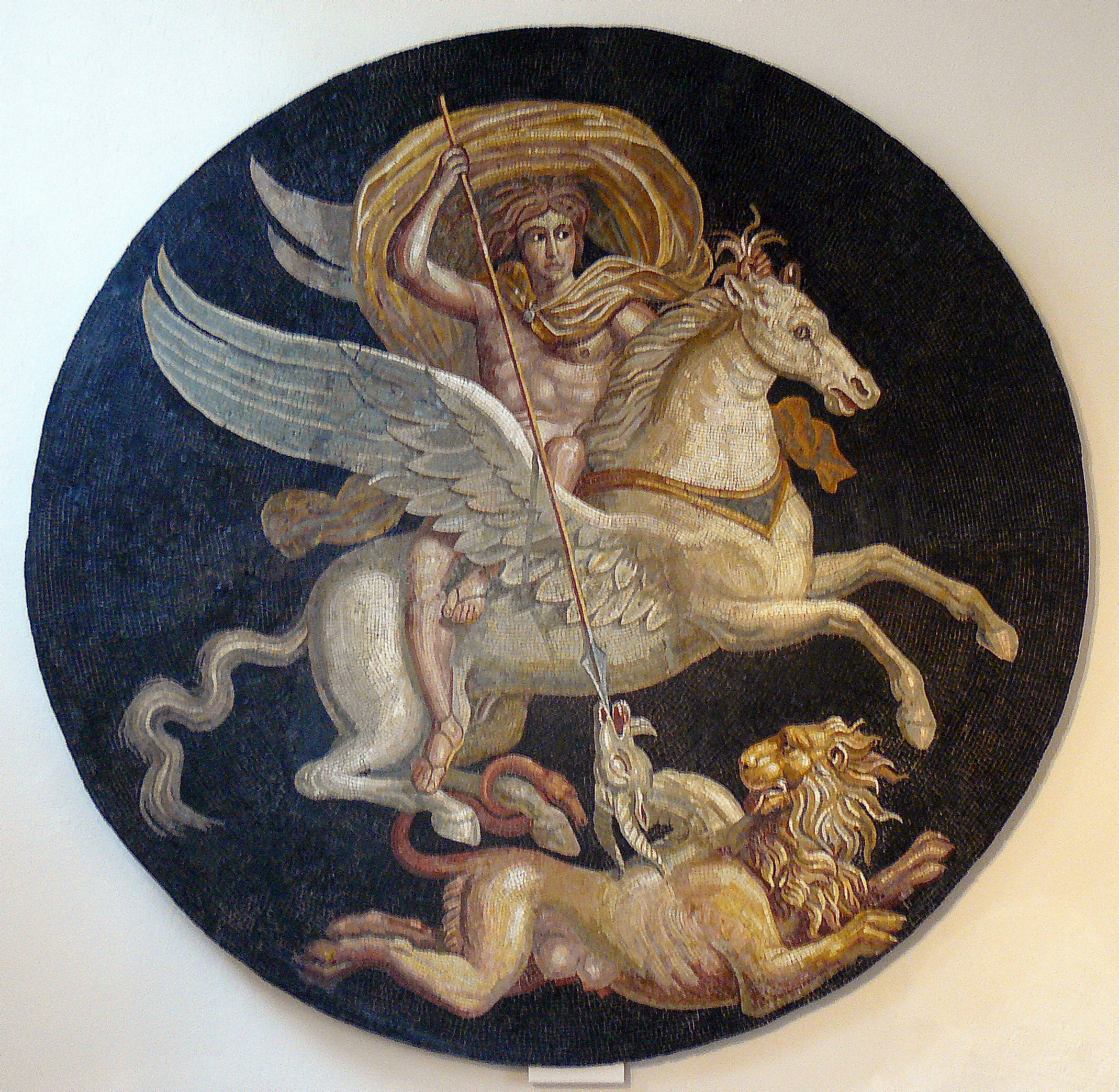
Médaillon central de la mosaïque de Bellérophon, une mosaïque romaine de plus de 100 m2 découverte en 1830 à Autun.

Selon Paul Diel, qui s'attache au côté spirituel du mythe, le don de Pégase à Bellérophon par Athéna, symbole de la combativité sublime, signifie que l'homme ne peut vaincre l'exaltation imaginative (symbolisée par la Chimère) qu'à condition de maîtriser l'énergie spirituelle représentée par le cheval ailé. Il s'oppose à la Chimère, monstre composé du corps d'un lion, d'un bouc et d'un serpent, où le lion représenterait la perversion des désirs matériels, le bouc la domination perverse sexuelle et le serpent le mensonge. Pégase symboliserait l'élévation des désirs essentiels de spiritualité opposée à la banalisation et la perversion représentées par la Chimère.
Diel souligne aussi que Pégase, en tant que cheval des Muses, représente « l'art et l'élévation par la beauté ». Il est le contraire de la laideur de Méduse dont il est issu. Le sublime de l'imagination créatrice jaillit ainsi de la perversion de l'imaginaire, dont il est indissociable : « Méduse aussitôt morte, l'image vraie de la vie, la vision sublime, la beauté, Pégase, est délivrée ». La beauté que crée l'artiste est profondément ancrée dans une expérience sublimée des affects.
Les ailes de Pégase, peut-être héritées de sa mère Méduse qui possède des ailes d'or, en font une créature surnaturelle qui échappe aux limites du monde connu et le relient à l'extase du chaman qui monte au ciel sur une créature ailée, généralement un oiseau. Dans toutes les pratiques chamaniques, l'homme qui entreprend un voyage spirituel est assisté d'un « animal qui n'a pas oublié comment on acquérait des ailes », faute de quoi il ne peut s'élever. Ces ailes sont à rapprocher du mythe d'Icare, des sandales de Persée et de celles d'Hermès dans sa fonction de messager des dieux. Selon l'auteur ésotériste D. J. Conway, Pégase représente le désir humain de s'élever au-delà du monde matériel, la quête spirituelle, mais aussi l'attrait pour le voyage astral. La chute de Bellérophon semble indiquer que cette connaissance intime procurée par Pégase peut rendre une personne orgueilleuse et la pousser à se sentir supérieure aux autres.

### Mariage et lutte contre le matriarcat

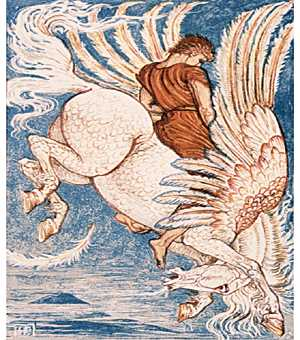
Bellérophon domptant Pégase par Walter Crane. Illustration de la fin du XIXe siècle.

Jacques Desautels assimile Pégase, premier cheval dressé, à une jeune femme qui n'a pas encore subi « le joug du mariage », l'époux étant celui qui applique le mors ou les rênes et réussit à subjuguer le vigoureux animal indompté. Il note également que cette réussite du dressage de Pégase devait symboliquement promettre à Bellérophon un mariage heureux. Bellérophon porte le surnom d'Hipponoos, qui signifie « dompteur de chevaux », il est considéré comme le premier homme qui enseigna l'art de conduire un cheval avec la bride.
Selon la logique de Robert Graves, la Chimère est un monstre composé de trois principes féminins et le combat de Bellérophon monté sur Pégase serait celui d'un homme contre la société matriarcale. Il met en avant le fait que les Grecs formaient une société patriarcale et s'opposaient aux sociétés dirigées par des femmes, comme en témoigne le mythe des Amazones, probablement inspiré par les peuples scythes et sarmates d'Asie mineure, où les femmes avaient l'habitude de prendre les armes. La Chimère serait l'un des aspects négatifs de la Terre-Mère. Éric Neumann voit dans le Pégase « un symbole de la libido masculine qui se libère de l'étreinte de la Grande Mère », et qui se révèle nécessaire à cette victoire « héroïque » des valeurs patriarcales sur le matriarcat qui exerçait alors son pouvoir. Il est possible que le cheval ailé prête son assistance à Bellérophon parce qu'il est lui-même le fils de Méduse, un monstre chtonien représentant l'un des mauvais aspects de la terre-mère. De plus, il est « libéré » de Méduse par un autre héros masculin en la personne de Persée. Contrairement à Persée qui prend de grands risques pour décapiter Méduse, Bellérophon tue la Chimère avec une relative facilité, prenant de la distance grâce à l'avantage tactique que lui procurent son cheval, son arc et ses flèches. La seconde version de la mort de la Chimère rapportée par Robert Graves veut que Bellérophon utilise une lance lestée de plomb que le monstre fait fondre de ses propres flammes, se tuant sur le coup. Cela rend la victoire de Bellérophon bien moins héroïque qu'on ne le supposerait.

### Un mythe solaire
L'idée de mythe solaire semble attestée par deux vases où Bellérophon, monté sur Pégase, a la tête radiée. Il existe une étude scolastique qui relie Bellérophon et Pégase à Hélios, et une association entre Pégase et Sol à Délos. De manière générale, les combats héroïques de la mythologie grecque symbolisent l'idée de ciel contre l'enfer et de soleil contre les ténèbres. Cette idée est reprise dans une étude consacrée au chamanisme, qui voit dans le cheval la monture appropriée pour s'élever dans le ciel et tirer le char du soleil d'est en ouest, direction que rejoignent les âmes des morts. Elle est connue depuis le début du XIXe siècle :

« Pégase est un mythe astronomique né de l'Orient [...] Pégase est l'emblème de la Course infatigable et rapide du soleil, qu'on sait cependant n'être qu'apparente autour de la terre. Cette source inspiratrice, enivrante, qu'il fait jaillir, sont ces sources de feu et de vie qui s'élancent sur le globe, en moins de huit minutes, de l'astre enflammé. Ce sang pourpré de Méduse dont il naquit est la couleur rouge du jour naissant, que les poètes appellent les doigts de rose de l'Aurore. Son voyage des monts de l'Éthiopie aux limites de la Mauritanie, vers les extrémités de l'océan, où le flambeau du monde semble s'éteindre dans les ondes, est le symbole de la moitié de la course du soleil d'orient en occident. Bellérophon, bien que monté sur Pégase, le cheval de flamme, n'est la personnification que des feux terrestres, de ceux des volcans [...] Ces sources de l'océan près desquelles est né Pégase, la source par excellence, n'est-ce point cette multitude de fleuves dont l'océan est le père ? Ces mêmes ondes ne sont-elles point comme le cheval merveilleux, terrestres et célestes, terrestres quand elles sourdent de la terre, célestes quand, pompées par le soleil, elles retombent en pluie ou en rosée ? [...] »

— Dictionnaire de la conversation et de la lecture, 1837
Selon une thèse universitaire de 1990, la victoire de Persée sur la Gorgone Méduse serait un mythe solaire cosmologique où un génie solaire met fin au règne de l'hiver. Les gorgones sont liées au monde noir d'Ouranos et résident à l'extrême occident où le soleil disparaît chaque jour. Le pouvoir pétrifiant du regard de Méduse est celui du gel. En décapitant Méduse, Persée anéantit une force hivernale et permet la libération des forces solaires, les jumeaux divins Pégase et Chrysaor. Tous deux incarnent la vie solaire jaillissant de la mort hivernale, et Pégase est sur de nombreux points une incarnation du soleil.

## Diffusion du mythe

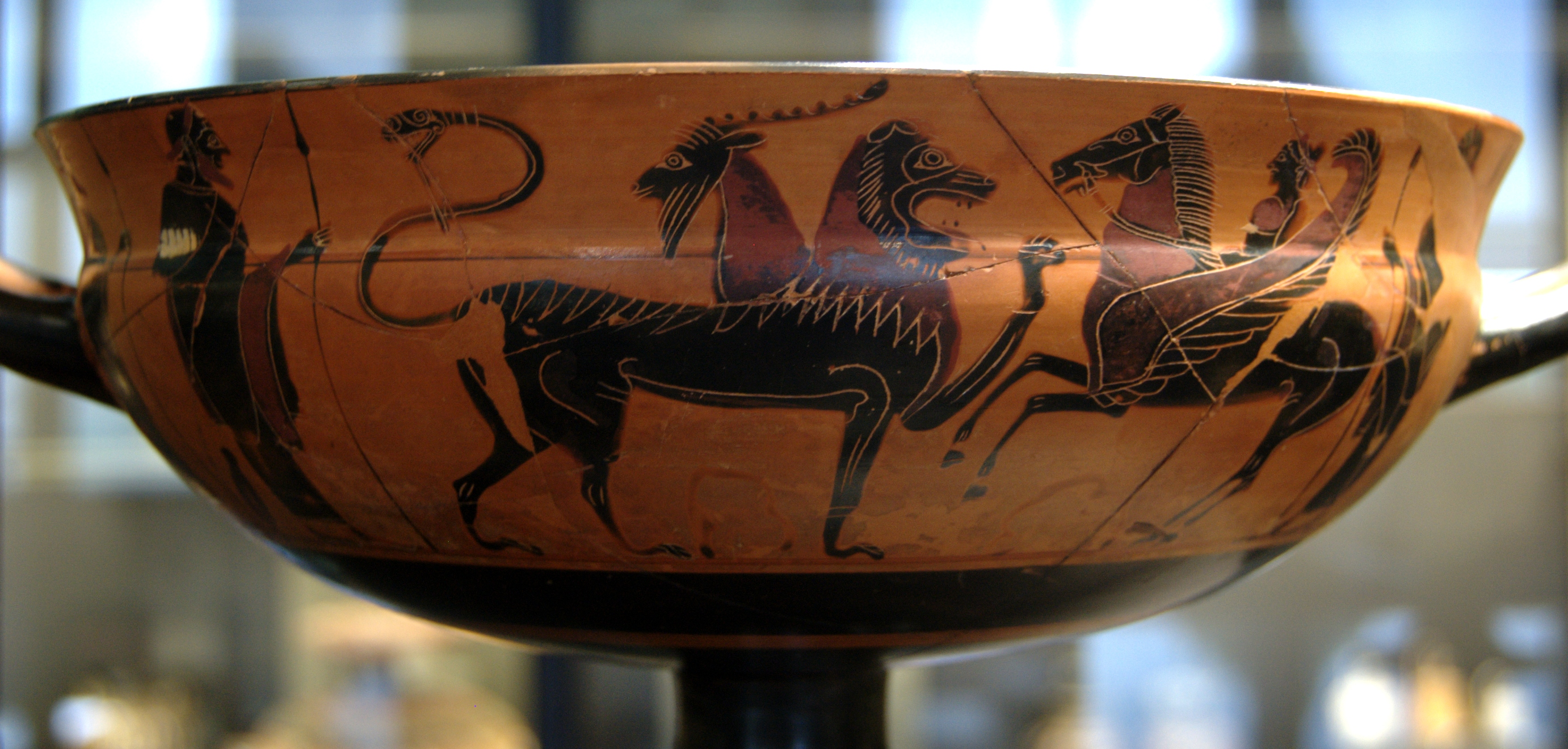
Bellérophon combattant la Chimère. Face A d'une coupe de Siana à double panse à figures noires fabriquée à Athènes, v. 575-550 av. J.-C. Trouvée à Camiros (Rhodes).

Les mythologies et l'art antique comptent beaucoup de chevaux ailés, mais Pégase est le plus connu. On ignore de quelle façon son culte s'est transmis à toute la Grèce et la Lycie. Dès l'époque classique, cet animal déifié fait partie intégrante de l'iconographie funéraire lycienne et des institutions civiques,. La cité de Corinthe, où il apparaît sur des pièces dès le VIe siècle av. J.-C. et dont il devient l'emblème monétaire, pourrait avoir joué un rôle majeur puisqu'un culte y était rendu à Bellérophon et Athéna en relation avec la pratique de l'équitation, qui serait originaire de cette cité. Le chercheur J.J. Dunbabin suppose qu'on y trouvait jadis, en plus des statues déjà évoquées par Pausanias dans sa Description de la Grèce, une grande peinture de Bellérophon combattant la Chimère sur Pégase, qui aurait inspiré de nombreux autres artistes et serait à l'origine (du moins en partie) d'une abondante iconographie dans les arts mineurs. D. J. Conway évoque la fontaine de Pirène, située dans la même ville selon Pindare, qui aurait été sacrée et à laquelle auraient présidé des prêtresses portant le nom de « Pegae », et un masque de cheval.
La parodie de la chute de Bellérophon réalisée par Aristophane dans La Paix, où le rôle de Pégase est joué par un scarabée, laisse à penser que ce mythe était très connu au Ve siècle av. J.-C.,. À l'époque hellénistique, il apparaît sur les pièces d'Alabanda et d'autres cités de Carie, en référence à son origine lycienne.
Son mythe est repris par les Romains, comme pour bien d'autres créatures de la mythologie grecque. On en retrouve des mentions et des représentations dans de nombreux lieux du monde antique et sur plusieurs siècles, au moins depuis le VIIe siècle av. J.-C. et jusqu'au IVe siècle. À l'époque grecque, il y en a en Lycie (actuelle Turquie), à Athènes, en Sicile, ou encore en Iran. Pour l'époque romaine, on le retrouve sur un sarcophage conservé dans l'actuelle Algérie, en France, et jusqu'en Angleterre,.

### Christianisation
D'après l'historien des religions Marcel Simon, le mythe de Pégase est progressivement christianisé, surtout au IVe siècle, lors de la réhabilitation partielle de la mythologie. Douze mosaïques représentant le combat de Bellérophon monté sur Pégase contre la Chimère ont été retrouvées lors de fouilles archéologiques dans des villas en Europe, dont deux en Angleterre. Elles associent des symboles chrétiens à Bellérophon et Pégase. Cela tend à démontrer que le propriétaire des lieux s'est converti au christianisme mais n'a pu se résoudre à faire disparaître ses représentations païennes ; il s'est contenté de leur donner une place moins importante.
La symbolique psychopompe de Pégase, avec son côté solaire, réputé dans une large partie du monde antique, a sans doute largement contribué à son succès et à sa diffusion avant celle du christianisme. L'évhémérisme chrétien ravale le héros au rang de mortel avec des arguments parfois violents, comme ceux de Justin : « les démons racontent que Bellérophon, homme et fils des hommes, monta au ciel sur le cheval Pégase ». Toutefois, le mythe n'est pas véritablement combattu. Il se trouve changé, devenant plus allégorique. Les attributs de Bellérophon se fondent peu à peu dans ceux de Jésus, et plus tard dans ceux des saints préchrétiens remarquables par leurs vertus et leurs actions.

### Influence du mythe

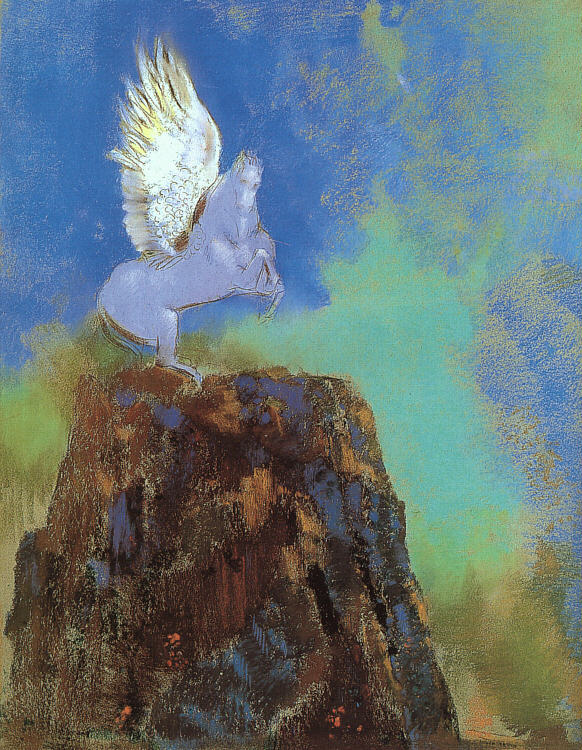
Pégase par Odilon Redon, en 1900.
Le cheval ailé est représenté au sommet d'une montagne.

La forte diffusion du mythe de Pégase durant l'Antiquité laisse supposer qu'il a influencé d'autres mythes, légendes et religions. Marcel Simon note que plusieurs historiens ont remarqué que l'iconographie de Bellérophon et Pégase contre la Chimère a pu fixer celle des saints sauroctones, comme Georges de Lydda. Il serait toutefois faux de dire que ces saints ont « la figure de Bellérophon sous un autre nom », en raison de la large période de temps qui s'écoule entre la christianisation de Bellérophon et l'hagiographie des saints sauroctones. Le Bouraq (éclair), jument psychopompe ailée à tête de femme qui permet au prophète Mahomet de monter au ciel selon la tradition islamique, présente de nombreux points communs avec Pégase dont elle est peut-être une réminiscence.
Dans le légendaire jurassien du XIXe siècle sont mentionnés plusieurs chevaux ailés de couleur blanche, dont la tradition s'est transmise par le folklore local. Ils sont peut-être en partie issus du mythe de Pégase selon Désiré Monnier. Le Pic de l'Aigle est assimilé au mont Olympe et la cime d'une montagne proche de Foncine-le-Haut, au mont Parnasse grec,. L'origine de l'image du « cheval ailé au sommet d'une montagne » est clairement liée au mythe de Pégase. Un personnage du légendaire jurassien, le sylphe cavalier de Bonlieu, rappelle Bellérophon.
On dit de l'Hippogriffe d'Arioste, créature mi-cheval mi-aigle rapide comme la foudre, que son créateur aurait écrit le Roland furieux en s'inspirant de divers mythes grecs dont celui de Pégase. Toutefois, la symbolique de Pégase, monture des poètes, n'est pas la même que celle de l'hippogriffe, monture des guerriers. L'hippogriffe imaginé par l'Arioste comme monture des chevaliers est célébré au XIXe siècle comme étant le « Pégase du Moyen Âge ».

## Interprétations et réécritures des sources antiques
Les textes des auteurs gréco-latins ont fait l'objet de commentaires et de réécritures dès le Moyen Âge. L'une des plus célèbres reconstitutions est le manuscrit anonyme L'Ovide moralisé, publié vers 1320, qui réinterprète l'œuvre d'Ovide et exerce une influence durable sur la perception de cette mythologie chez les auteurs et les artistes.
Un manuscrit de l'histoire des deux destructions de Troie, moins connu, comporte le récit des mythes de Bellérophon et de Persée. Exécuté pour Louis XII lorsqu'il était duc d'Orléans, il fut probablement offert à Charles Guillard qui fit exécuter une miniature de Pégase chargé d'un phylactère à sa devise.
De multiples analyses, ajouts, compléments et interprétations du mythe de Pégase n'ont jamais cessé de se bâtir sur les récits originaux de la mythologie grecque, dont les auteurs se contredisaient parfois déjà.

### Analyse de la naissance

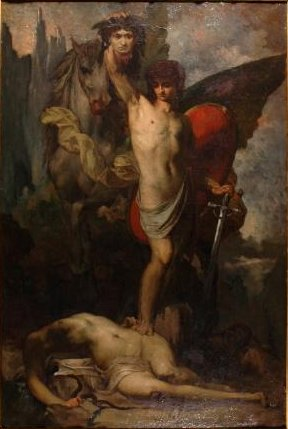
Persée vainqueur de Méduse, peinture d'Eugène Thirion, fin du XIXe siècle.

Pégase est considéré comme le fils de la Gorgone Méduse (parfois représentée avec une tête de cheval) et du Dieu Poséidon. Ce dernier s'est, selon l'historien Marc-André Wagner, changé en cheval (comme il en a l'habitude) afin de la violer,. Jacques Duchaussoy rappelle dans Le bestiaire divin que la naissance de Pégase est le résultat d'un sacrifice, soit le meurtre de Méduse par Persée. De plus, la Gorgone Méduse accouche de Pégase par le col, ce qui induit une inversion des fonctions de l'orifice buccal et vaginal.
Les sources semblent indiquer que Pégase et Chrysaor naissent complètement formés et d'apparence adulte, mais il est possible d'y voir différentes interprétations selon que Pégase soit né directement du sang de Méduse, que son sang coule jusqu'à la mer et se mélange à l'écume, que le sang de Méduse arrose le sable (peut-être avec l'intervention de Poséidon), voire que Pégase soit né des menstrues de Méduse. L'interprétation des frères Joseph-François Michaud et Louis-Gabriel Michaud (1833) veut que le sang de Méduse forme une source étincelante dont sortent Pégase et Chrysaor, et une autre qu'il arrose la terre, coule jusqu'à la mer (les sources de l'Océan), puis que le cheval ailé jaillisse des vagues. Le frère de Pégase, Chrysaor, est parfois vu comme un cheval fauve. Selon Hésiode et d'autres auteurs gréco-latins, Chrysaor est un géant portant une épée d'or, et non pas un cheval.
Pour les frères Michaud, sitôt né, « Pégase s’envola dans les régions d’où partent la foudre et les éclairs ». Jacques Desautels, s'appuyant sur la Théogonie d'Hésiode, estime que dès sa naissance, Pégase prit son envol et se plaça au service de Zeus à qui il apporta ses armes, la foudre et le tonnerre.

### La couleur blanche

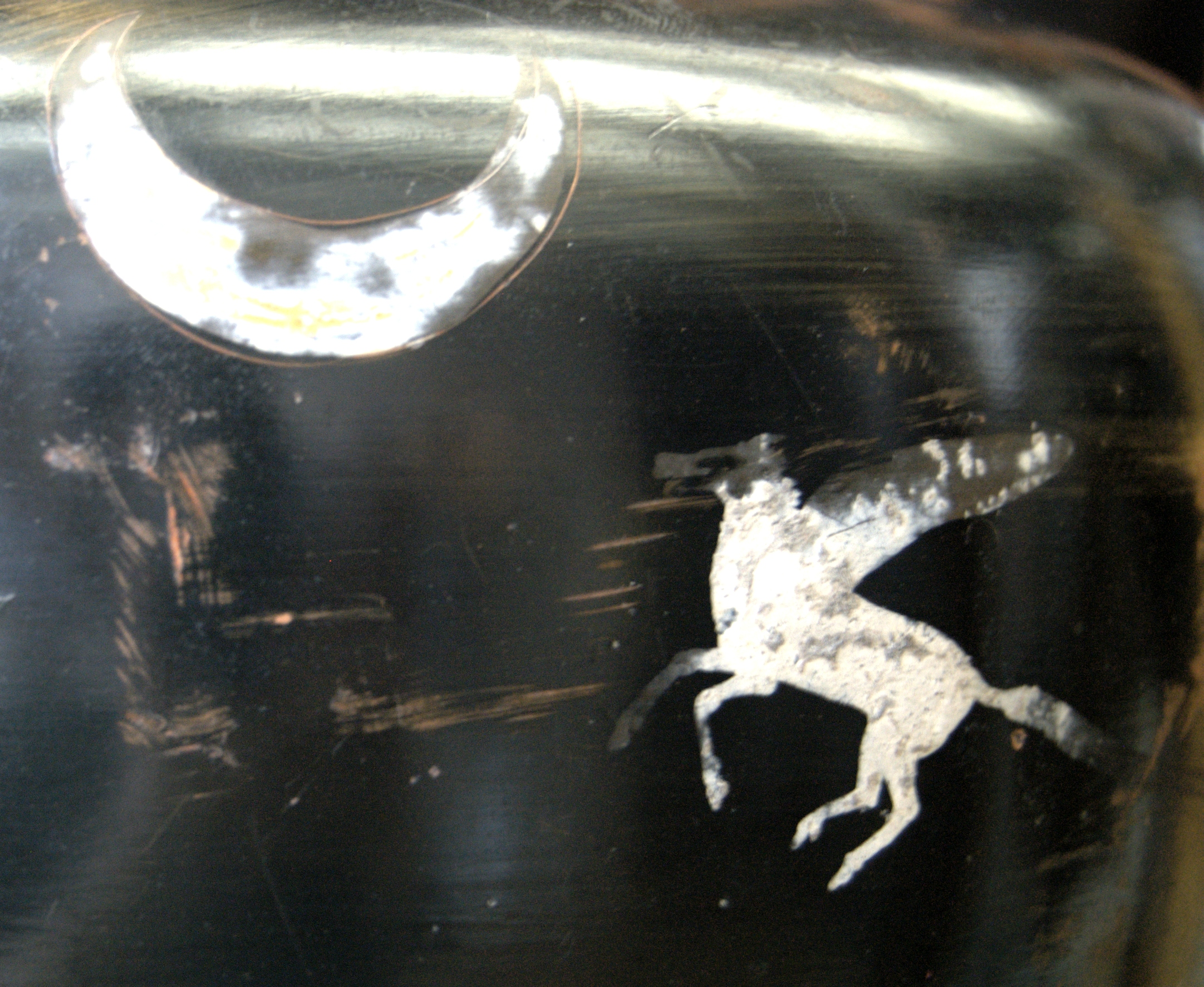
Pégase et l'astre lunaire. Hydrie attique à figures rouges et décor en peinture superposée montrant Pégase en blanc, milieu du

Pégase est souvent vu comme un cheval blanc immaculé, il est parfois considéré comme le premier cheval blanc. L'étymologie asiatique renvoie à cette couleur, tout comme certains témoignages archéologiques antiques, mais aucun texte mythologique ne la mentionne. La plupart des chevaux réels décrits comme blancs ont une robe grise et un pelage perçu à tort comme blanc. Les véritables chevaux blancs - de robe blanche - sont extrêmement rares ; leur peau, sous le pelage uniformément blanc, est rose et non grise comme celle du cheval dit « gris », leurs sabots sont tous clairs. Cette rareté a pu influencer les mythes et légendes. Une robe qui n'existe pas chez le cheval réel désigne à coup sûr un animal venu d'un autre monde. En outre, chez les Hommes, devenir blanc indique toujours que l'on est proche d'une transformation,.

### Relation avec Persée

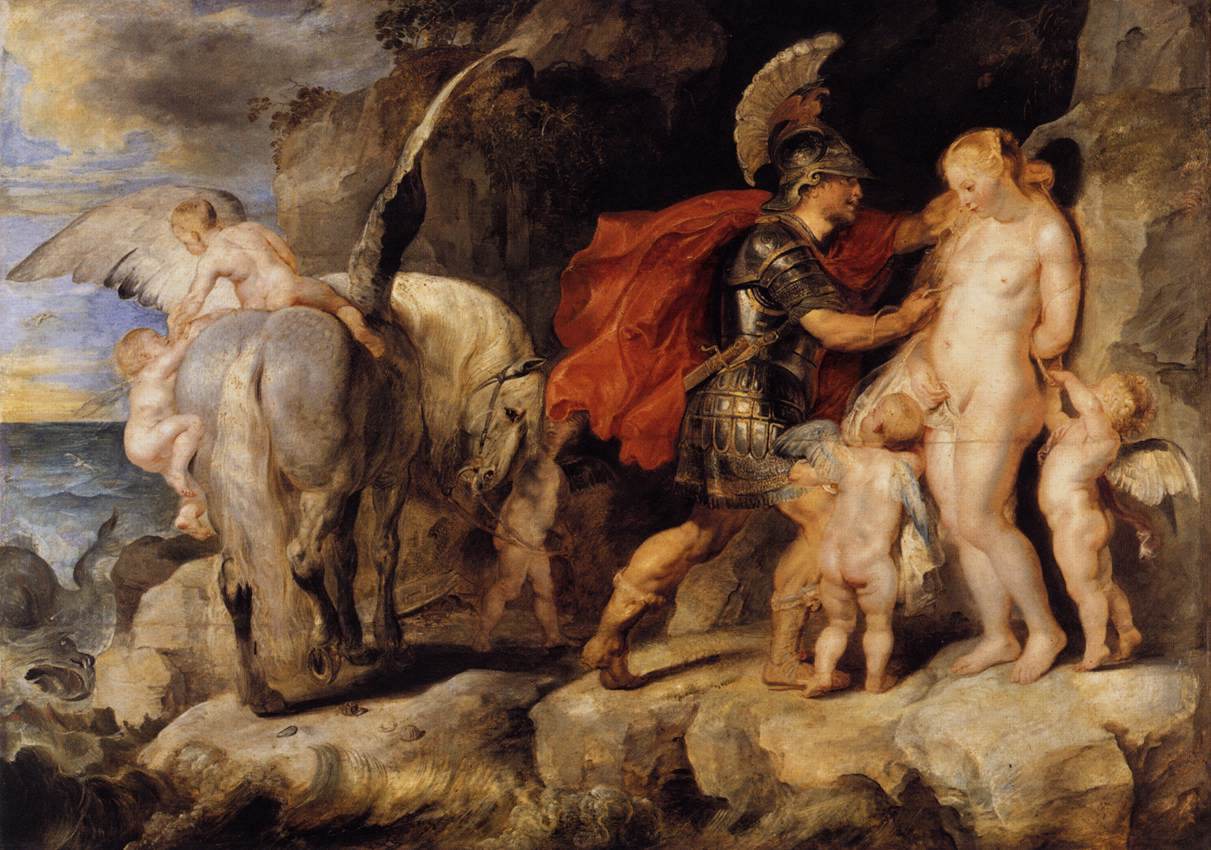
Persée délivrant Andromède.
Peinture de Pierre Paul Rubens (vers 1620), où l'on peut voir Pégase.

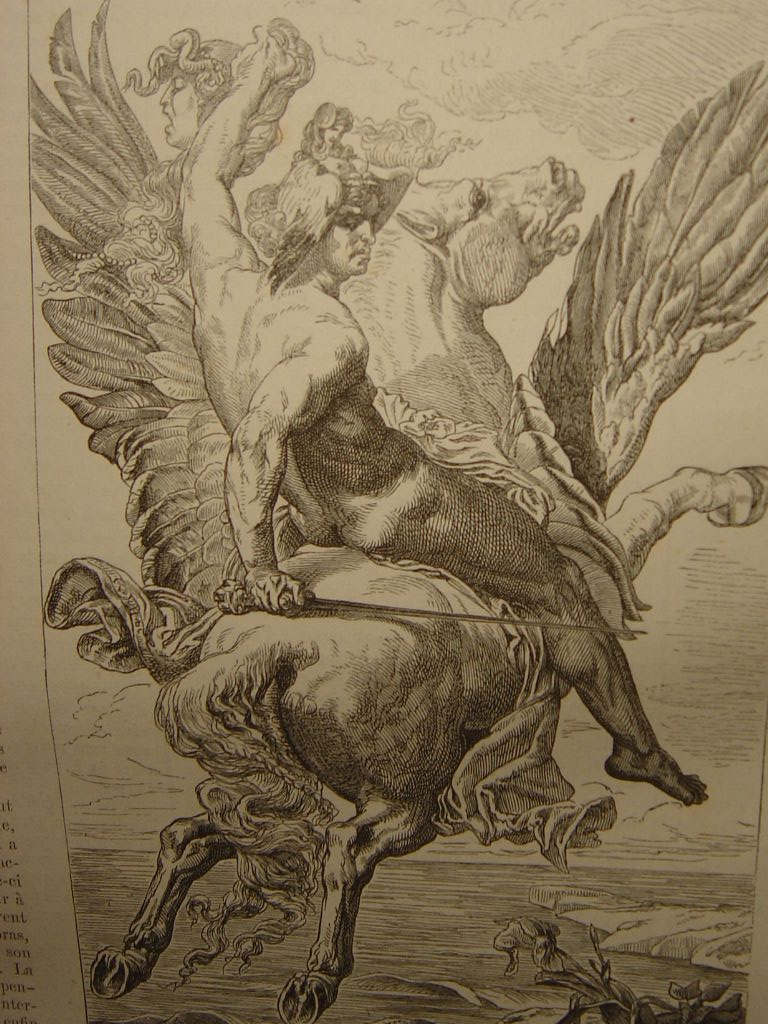
Illustration européenne populaire associant Pégase à Persée.

Il existe un très grand nombre d'associations entre Persée et Pégase, bien qu'elles ne soient issues ni des textes fondateurs, ni de l'art antique. En effet, selon les auteurs gréco-romains tels que Pindare, Persée, après avoir contribué par le meurtre de Méduse à la naissance de Pégase et de Chrysaor, s'enfuit des sources de l'Océan grâce aux sandales ailées qu'Athéna lui avait offertes,,.
L'historien des religions Salomon Reinach affirme que Pégase n'a jamais servi de monture à Persée, les multiples représentations de la délivrance d'Andromède dans les tableaux des peintres de la Renaissance seraient des erreurs, ainsi que l'établit une étude de Rensselaer W. Lee, selon laquelle cette figure résulte d'une combinaison du thème de Roger chevauchant l'hippogriffe et terrassant un monstre marin pour délivrer Angélique dans le Roland furieux, du mythe de Bellérophon et du mythe de Persée.
L'association des mythes de Persée et de Pégase remonte aux premiers commentaires médiévaux des textes classiques, elle est popularisée par le manuscrit de L'Ovide moralisé qui fait suivre le récit de la mort de Méduse par celui de Bellérophon et de Pégase, et induit donc une confusion entre les deux,. Une édition des Métamorphoses en 1497 contenait une illustration de Persée sur Pégase, qui a servi de source d'inspiration à de nombreux peintres,.
Au XIXe siècle, de nombreuses interprétations veulent qu'Athéna ou Poséidon aient dompté Pégase pour en faire don au héros Persée, qui s'envole alors en Éthiopie pour secourir la princesse Andromède livrée à la colère d'un monstre marin,. Persée aurait pu, suivant des interprétations du même type bâties sur les textes d'Hésiode, dompter lui-même Pégase dès sa naissance après le meurtre de Méduse, et le chevaucher afin d'échapper à la colère des deux autres Gorgones restées en vie, avant de partir délivrer Andromède. Le pseudo-Hésiode attribue en effet le qualificatif de « dompteur de chevaux » à Persée. Des dizaines d'ouvrages, même récents, existent pour affirmer que Pégase sert de monture à Persée,,. Par ailleurs, la constellation de Pégase est voisine de celles d'Andromède et de Persée.

### Relation avec les Muses et les sources
Il semblerait que le mont Hélicon ait été la demeure favorite de Pégase, tout comme il était celle des Muses. Toutefois, il n'existe pas de preuve d'une relation plus étroite, le cheval ailé n'ayant que créé la source sacrée Hippocrène. La célébration de Pégase comme cheval des Muses est plus récente, liée à son statut de symbole de la poésie, d'où découle aussi le pouvoir des eaux de l'Hippocrène, qui n'est pas clairement évoqué dans les récits mythologiques.
Des tentatives de reconstitutions postérieures aux textes gréco-romains visent à savoir quelle série d'évènements a pu le conduire à frapper le mont Hélicon du sabot pour en faire jaillir la source dont les eaux acquièrent plus tard le pouvoir de changer en poète celui qui en boit. Selon l'une d'elles, dès que le dieu Apollon voit le cheval ailé Pégase, il l'enfourche, prend les neuf Muses en croupe et lui demande de les porter jusqu'à la cour de Dionysos où elles ont une dispute avec les Piérides. L'Ovide moralisé reprend le récit d'Antoninus Liberalis, disant que sur le mont Hélicon, les Muses proposent un concours de chant aux orgueilleuses Piérides. Leur mont sacré se met à enfler d'allégresse au point de menacer d'atteindre le ciel. Pégase reçoit l'ordre, de Zeus ou de Poséidon, de ramener le mont Hélicon à sa taille normale. Pendant que les Muses, vainqueurs, changent les Piérides en pies, Pégase donne un coup de sabot à la montagne et une source en jaillit, celle que l'on nomme désormais l'Hippocrène. L'Hippocrène devient sacrée pour les Muses qui s'y baignent, et ses eaux, source d'inspiration inépuisable pour les poètes, sont aussi une métaphore de l'origine.
D'autres auteurs pensent que Pégase avait simplement soif, et créé la source pour se désaltérer lui-même. Le cheval ailé est cité pour avoir peut-être lui-même créé la fontaine de Pirène, et celle d'Aganippe,.

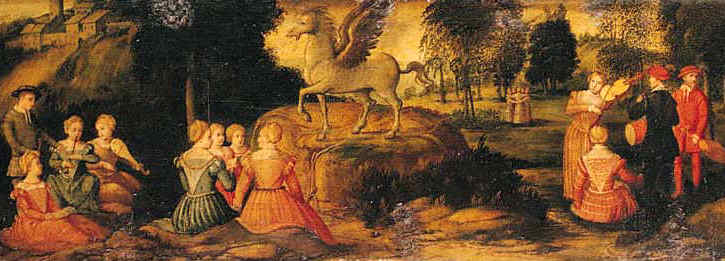
Pégase avec les Muses, tableau attribué à Girolamo di Romano, vers 1540.

### Analyse du mythe de Bellérophon

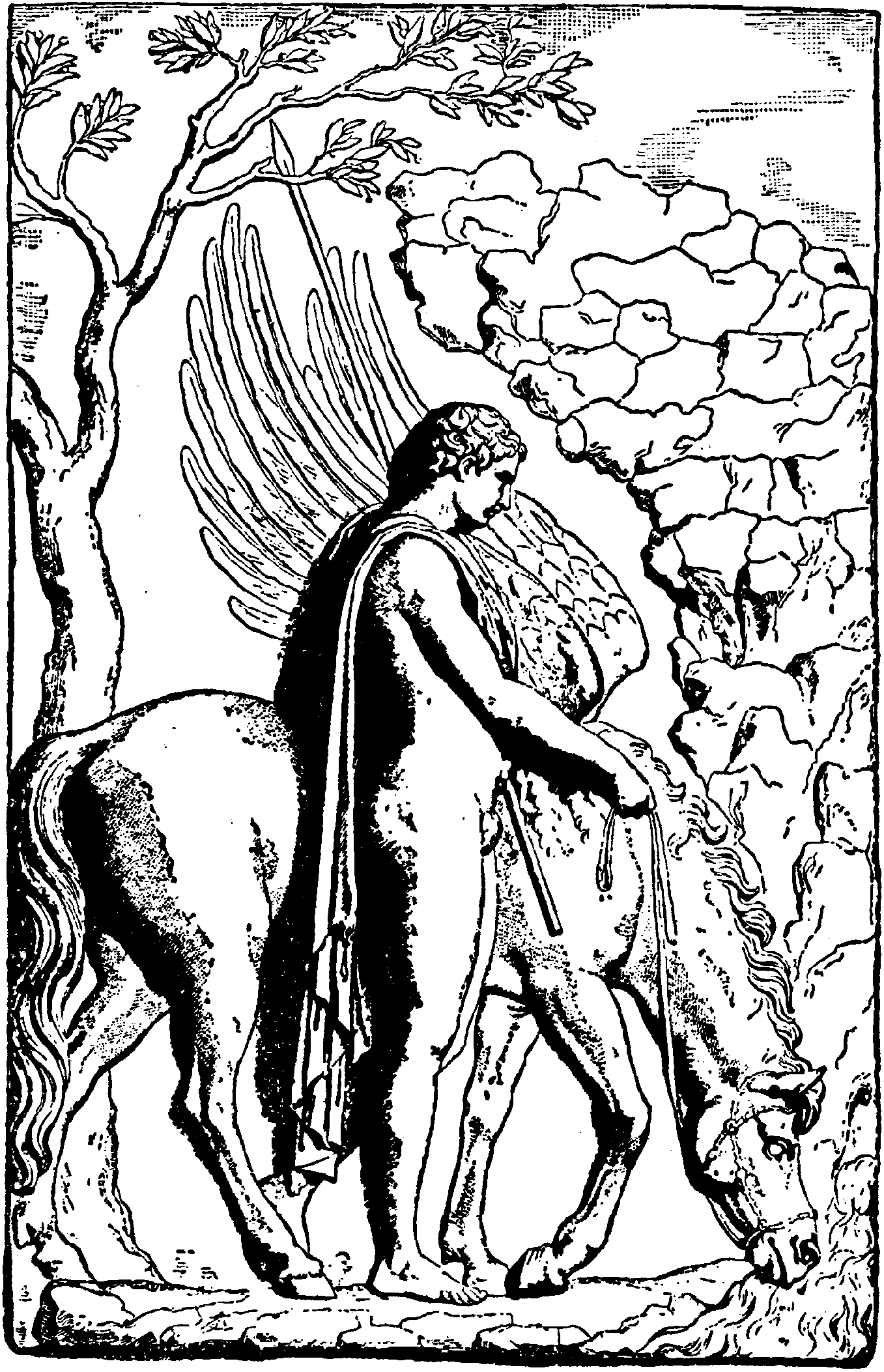
Bellérophon et Pégase selon le Nordisk familjebok.

Bellérophon et Pégase partagent une origine commune puisque selon Pindare, Poséidon était le père divin de Bellérophon. Ils sont donc demi-frères. Jacques Desautels ajoute que l'association de Bellérophon et Pégase commence avec le récit des Odes de Pindare, près de la source Pirène à Corinthe, alors que le héros fait de multiples tentatives pour capturer le cheval ailé. Il n'y parvient que grâce à la bride d'or fournie par Athéna.
Dans la version de l'histoire de Bellérophon fournie par l'Iliade, Pégase n'est pas mentionné. Robert Graves suppose pourtant que le héros s'est acquitté des autres tâches que lui impose le roi Iobatès après la mort de la Chimère grâce à l'aide du cheval ailé. Ainsi, selon lui, Bellérophon vainc les Amazones et les Solymes en volant loin au-dessus d'eux, hors de portée de leurs flèches et en leur décochant de nombreux projectiles. Pour vaincre les pirates de Carie puis la garde royale lycienne, Bellérophon ne fait toutefois pas appel à l'aide de Pégase.

#### Poséidon et Athéna
Un autre point que note Jacques Desautels réside dans les relations qu'entretiennent les divinités Athéna et Poséidon avec le cheval dans la mythologie grecque. Poséidon est associé à l'épithète hippio, soit « équestre » ou « hippique », et partage son caractère imprévisible avec son animal favori qu'il a créé d'un coup de trident (ce premier cheval, est apparu lors de la fondation d'Athènes, il est parfois confondu avec Pégase). C'est lui qui demeure le seul dieu capable de contrôler et maîtriser les coursiers avant l'invention du mors par sa rivale, Athéna, qui porte l'épithète « au mors » et a peut-être, de ce fait, chevauché Pégase. C'est pourquoi, après avoir fait don du mors à Bellérophon, la déesse lui demanderait d'effectuer un sacrifice au dieu des mers afin de l'apaiser, avant de lui enseigner l'art de mener un cheval à la guerre. La cité de Corinthe, où a eu lieu le domptage de Pégase par Bellérophon, était réputée pour le culte rendu à ces deux divinités.

#### La mort de la Chimère

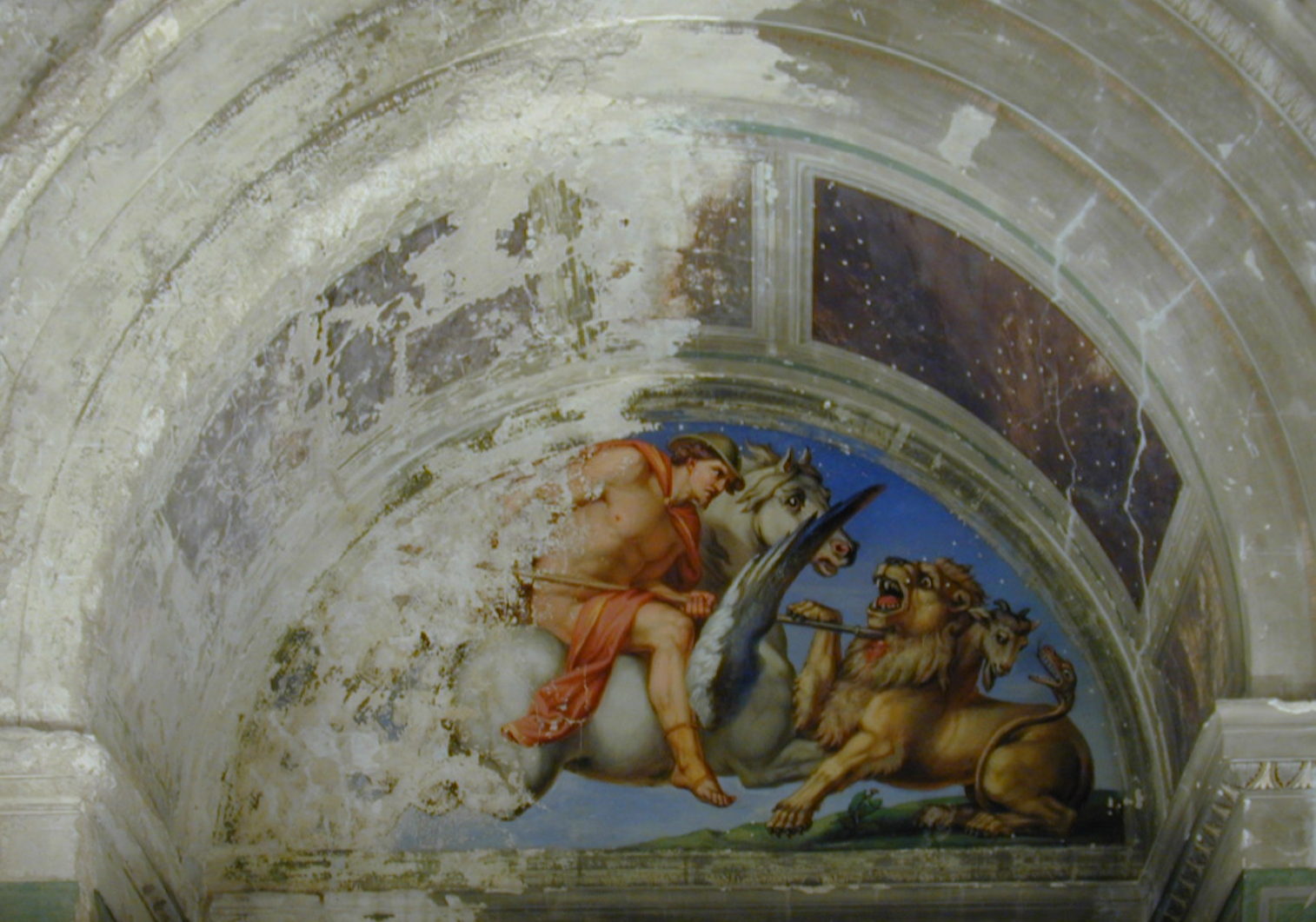
Bellérophon tuant la Chimère par August Ferdinand Hopfgarten (1846-1852).

Suivant la logique de Jacques Desautels, la venue de Bellérophon à la cour du roi de Tirynthe, sa rencontre avec Sthénébée qui le trahit et fait qu'il vient à la cour du roi de Lycie, Iobatès, porteur d'un message disant de le tuer, viennent après le dressage de Pégase. Iobatès exige de Bellérophon qu'il tue la Chimère, persuadé que le héros y trouvera la mort.
Le combat contre la Chimère est une seconde association évidente entre le héros et le cheval, ces combats contre des monstres chtoniens formant un thème fréquent dans la mythologie grecque. Bellérophon est censé survoler la Chimère sur Pégase, sa « monture divine », et vaincre le monstre « d'un seul coup », grâce à un arc et des flèches ou, d'après Robert Graves, en utilisant une lance lestée de plomb qui aurait fondu dans la gueule enflammée du monstre, lui brûlant les entrailles.
Lors de ce combat, quelques auteurs anciens mentionnent un hypothétique compagnon de Bellérophon, Bargyte, que Pégase aurait blessé gravement d'une ruade dans le ventre alors qu'il tentait de s'emparer du cheval ailé. Il serait mort et Bellérophon aurait fondé une ville à son nom pour lui rendre hommage,. Aucun compagnon de Bellérophon n'existe dans les sources littéraires classiques, bien que des représentations antiques du combat contre la Chimère montrent Bellérophon accompagné,.

#### L'orgueil et la chute
Paul Diel a noté qu'en capturant Pégase avec une bride dorée et en le chevauchant, Bellérophon est capable de vaincre la Chimère mais que cette victoire « chimérique » et passagère le rend vaniteux et, par là même, précipite sa chute. Bellérophon croit pouvoir accéder à l'immortalité en atteignant l'Olympe, mais Pégase ne reste pas soumis à un orgueilleux bien longtemps. La symbolique de la chute de Bellérophon du dos de Pégase lors de l'ascension de l'Olympe est celle de l'orgueil qui finit par causer la perte de l'homme qui veut s'élever au niveau des dieux : abandonné par son allié, Pégase, il chute.
Jacques Duchaussoy fait la même remarque dans Le bestiaire divin et note que Bellérophon est foudroyé en chemin car non-initié, rapprochant ce mythe de celui de Phaéton, qui veut conduire le char de son père. Il peut aussi être rapproché de celui d'Icare, avec lequel il présente un parallèle évident : un héros parvient à voler, devient orgueilleux, n'écoute plus les conseils et chute, soit en se tuant sur le coup, soit en survivant mais en devenant fou.
Dans un fragment d'une tragédie d'Euripide, Bellérophon, ayant dompté Pégase, se venge de la reine Sthénébée qui l'a autrefois accusé faussement auprès de son père, le roi de Tirynthe, en lui proposant de chevaucher avec lui au-dessus des flots. Il fait monter Sthénébée sur le cheval ailé et s'élève dans les airs, au-dessus de la mer. Parvenu dans les parages de l'île de Mélos, il la fait tomber en la précipitant du haut du cheval.
La version pour la chute de Bellérophon qui met en scène un taon est souvent évoquée depuis le XIXe siècle :

« Jupiter, pour punir son audace, envoya un taon qui piqua Pégase, et Bellérophon fut secoué et renversé par terre. Horace prétend que le cheval ailé avoit dédaigné de porter plus long-temps un mortel. Libre de sa charge, il continua sa route, et arriva au ciel, où Jupiter le mit au rang des constellations. »

— Mathieu-Guillaume-Thérèse Villenave, Les Métamorphoses d'Ovide : traduction nouvelle avec le texte Latin, 1806
Cette version où Zeus envoie un taon est reprise par Robert Graves, qui précise que l'insecte piqua le cheval ailé sous la queue et que celui-ci se cabra en jetant Bellérophon à terre. Cette version met en avant le fait que le roi des dieux envoie un simple insecte volant piquer « les fesses » d'une autre créature volante qui se livre à un rodéo dans le ciel, induisant une grande déchéance, et signifiant selon les termes de Carl Gustav Jung que Zeus dégonfle l'ego du héros qui s'estime à son niveau.

### Interprétations du rôle sur l'Olympe et de la transformation en constellation

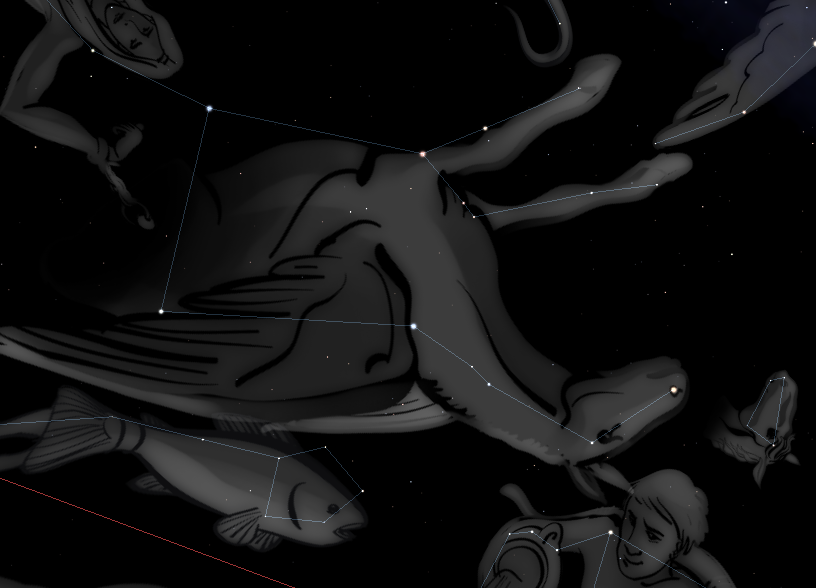
La constellation de Pégase.

Pégase était assurément le cheval messager de la colère du roi des dieux,, en relation étroite avec Zeus qu'il assistait peut-être pour transmettre des messages entre les différentes divinités. C'est surtout dans sa fonction de dieu du Tonnerre « lançant de sa main le trident de feu sur les ailes de l'aigle ou de Pégase, coursiers aériens de l'éclair », que Zeus fait appel à Pégase avant la venue du monothéisme. Il s'agit d'un grand honneur pour le cheval ailé que de porter l'attribut de Zeus. Dans son ouvrage consacré aux structures anthropologiques de l'imaginaire, Gilbert Durand rappelle aussi que le Pégase, fils de Poséidon et démon de l'eau, porte les foudres de Jupiter et que son galop est comparable à un grondement de tonnerre, provoquant un son effrayant.
Les Romains ont fait de Pégase le servant d'Éos, ou l'Aurore, déesse vêtue d'une robe couleur safran qui l'attellerait lorsqu'elle n'utilise pas les deux chevaux du soleil, Lampus et Phaéton, pour parcourir le ciel et chasser la nuit,. Toujours selon les Romains, Pégase devient la monture du dieu du Soleil, Apollon, lorsqu'il n'utilise pas son char. Lorsque le dieu solaire est mis au service d'Admète, Pégase aurait fait partie du troupeau. Ils associaient l'empereur Auguste au dieu Apollon et ce dernier aurait été enlevé par Pégase après sa mort, de nombreuses représentations attestant de cette légende, notamment en numismatique.
La transformation en constellation vise probablement à remercier le cheval ailé de ses bons et loyaux services. À l'instant de cette transformation et sous l'action de Zeus, un ajout au mythe veut qu'une plume blanche soit tombée sur le sol près d'une ville qui prit le nom de Tarse en hommage.

### Descendance
Un scoliaste d'Homère fait de Pégase le père des Centaures, qui naquirent, dit-il, « d'une esclave avec laquelle Ixion et le coursier des Muses eurent commerce dans la même nuit ». Une autre interprétation tardive dit que Pégase a eu un frère du nom de Celeris, associé à la constellation du Petit Cheval.

## Symbolisme du Moyen Âge à l'époque moderne
Le symbolisme de Pégase a changé au fil du temps, depuis les mythographes du Vatican jusqu'aux travaux des psychanalystes, il est devenu celui de la sagesse, de la Renommée, de la poésie, de l'imagination et de l'érection. Les astrologues qui ont étudié la constellation de Pégase disent que ceux qui naissent sous ce signe aiment la gloire et les armes. Ils ajoutent qu'ils ont beaucoup de talent pour la poésie.

### La sagesse
Entre 1181 et 1202, Maître Albéric, chanoine de Saint-Paul de Londres, interprète les mythes et leurs allégories. Dans la traduction effectuée par Philippe Dain en 2005, le chanoine assure que pour quelques-uns de ses contemporains, Pégase représente la sagesse, la mise à mort de Méduse étant le commencement de celle-ci : le nom de Méduse signifierait « la terreur », soit la crainte du commencement de la sagesse. Pégase naît de la mort de Méduse une fois que la crainte, fruit de la déraison, est dissipée et réduite à néant et que la sagesse s'introduit dans l'esprit de chacun. Avec ses ailes, la sagesse survole ensuite ce qui existe dans le monde à la rapidité de la pensée. Il interprète la Chimère comme « les vagues de la passion » et voit dans le combat de Bellérophon aidé par Pégase une lutte contre le plaisir des sens, qui est contraire à la vertu.

### La Renommée

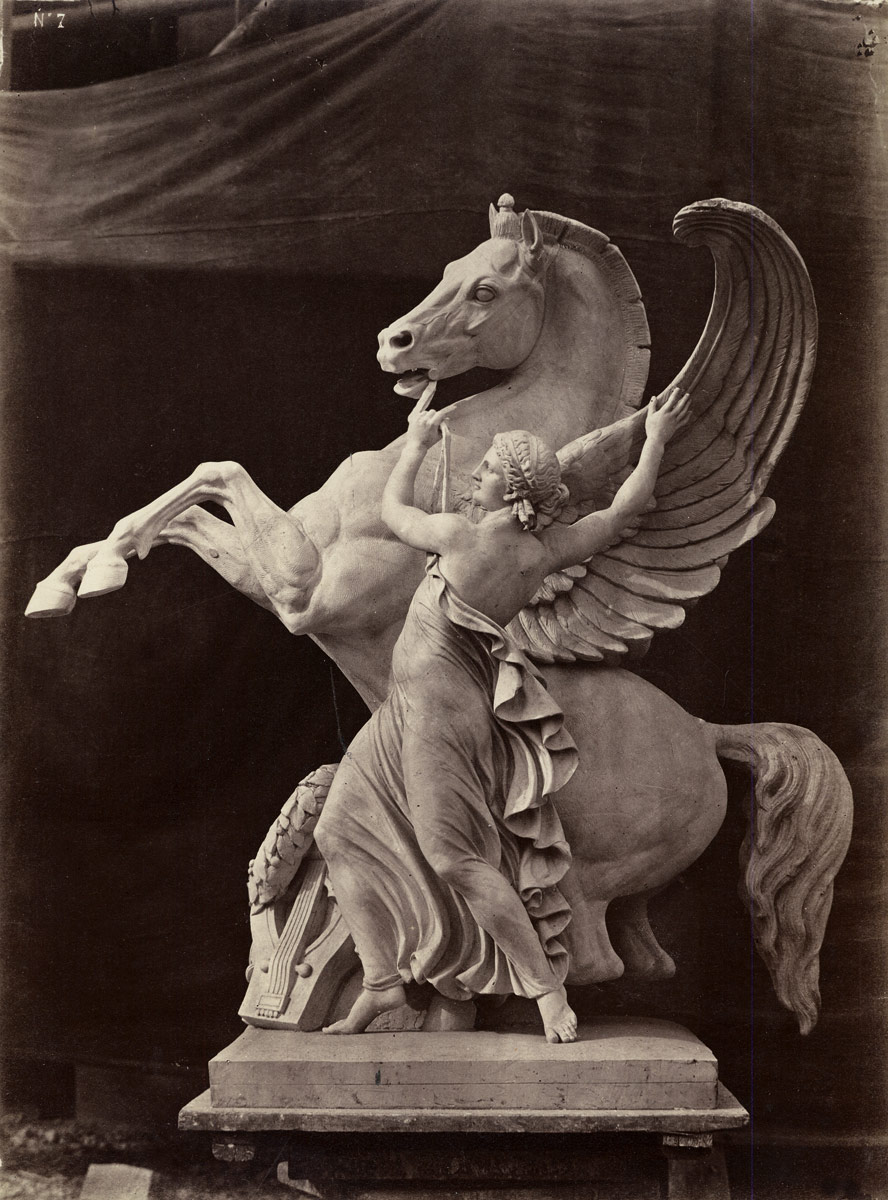
La Renommée retenant Pégase.
Statue d'Eugène-Louis Lequesne.

À partir du Moyen Âge, peut-être à la suite des écrits de Fulgence, Pégase devient un symbole de la Renommée acquise par la pratique de la virtù. Pour cet auteur, « Pégase […] passe pour un cheval volant, parce que la renommée a des ailes »,.
Cette image est reprise par les trois mythographes du Vatican et Boccace, qui est cité par l'auteur anonyme du manuscrit médiéval de l'Histoire des deux destructions de Troie : « Pégase, cheval qui vole par les airs, n’est autre chose que la Renommée des gestes des conquérants ». L'auteur du manuscrit le décrit comme un monstre portant deux cornes sur la tête, avec l'haleine de feu et des pieds de fer. Selon son interprétation, « le fait que Pégase soit le fils de la Gorgone Méduse et de Poséidon le rattache aux batailles sur la terre (Méduse) comme sur mer (Poséidon) d'où naît la renommée des princes et des ducs.
Que Pégase soit conçu dans un temple de Minerve, déesse de la Sagesse, signifie que les batailles doivent être menées avec une grande prudence et en suivant de bons conseils pour conduire à la Renommée, sous peine de ne conduire qu'à la présomption et à l'infamie symbolisées par la chute de Bellérophon. Les pieds de fer de Pégase signifient que la Renommée ne perd jamais sa vigueur en avançant, mais qu'elle accroît au contraire sa force et sa vertu. Les cornes du cheval, que l'on doit exalter les faits des hommes nobles selon leurs mérites. L’haleine enflammée symbolise l’ardent désir que doivent avoir ceux qui récitent les gestes des conquérants, afin d'émouvoir les auditeurs à leurs vertus. Lorsque les poètes disent que Pégase a fait apparaître la fontaine Castalie en frappant un rocher, ils ont voulu dire que les poètes et historiens, en illustrant les gestes des princes et des rois conquérants, forment comme de nombreux ruisseaux qui partent de la source Castalie, c’est-à-dire de la fontaine d’éloquence qui rafraîchit la mémoire des hommes ».
La transformation de Pégase en constellation signifierait que la Renommée reste éternellement gravée dans la mémoire des hommes, à l'instar des étoiles dans le ciel. Selon eux, lorsque le courage a surmonté les obstacles et éliminé la crainte, il fait naître la renommée. Les poètes auraient considéré la Renommée qui entoure les héros comme un thème pour leurs écrits. Ce symbolisme se développe tout particulièrement à la Renaissance, dans le domaine de la sculpture.

### La poésie

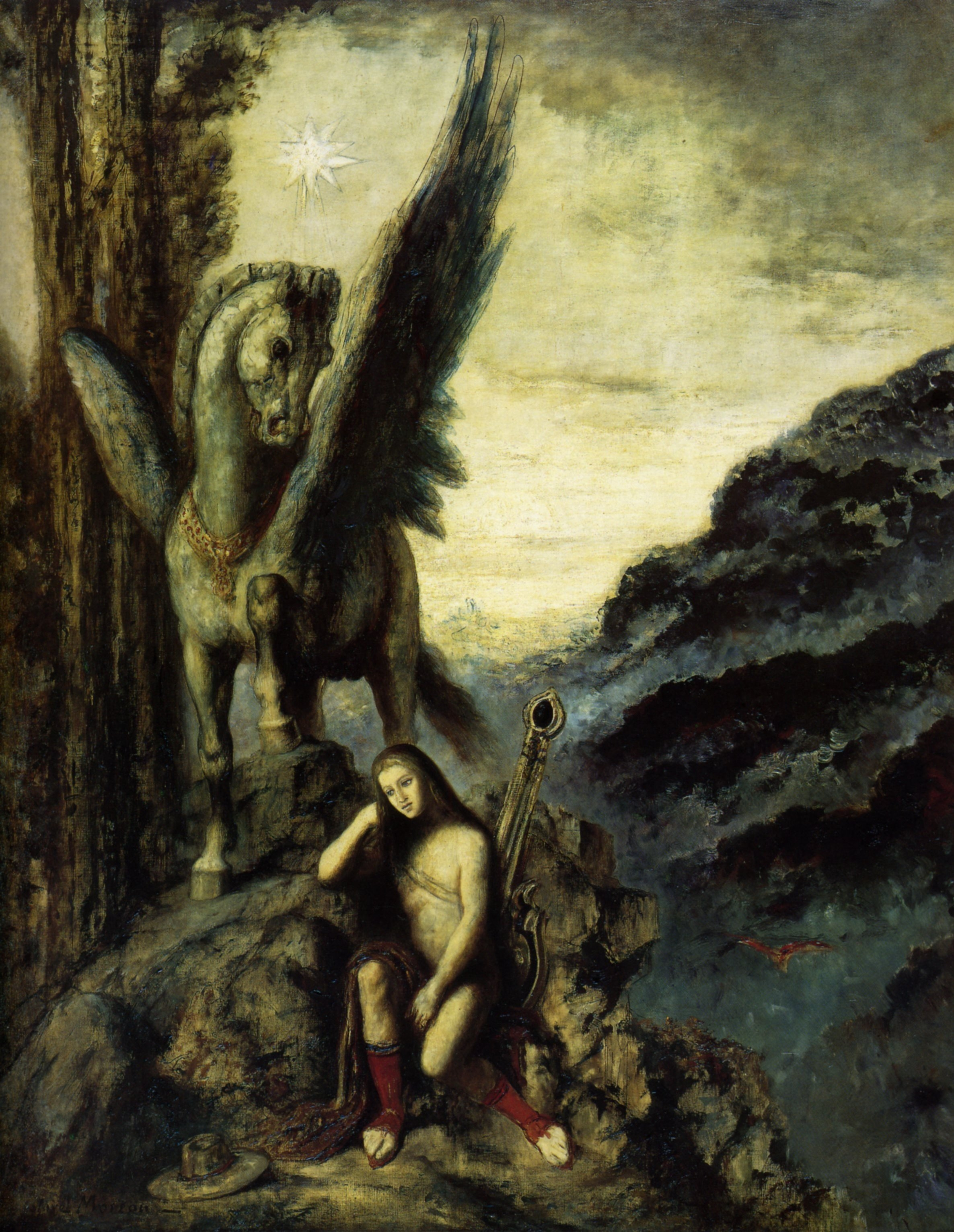
Le Poète voyageur.
Peinture de Gustave Moreau (fin du XIXe siècle).

C'est après l'Antiquité classique, à partir du XVe siècle et principalement au XIXe siècle que Pégase obtient, « comme coursier des Muses, une célébrité qu'il n'avait jamais eue chez les Grecs ». Il devient le symbole de la poésie et par extension de l'inspiration poétique, « la Poésie qui d'un bond s'élance jusqu'aux cieux ». Dans sa fonction d'allié des poètes, probablement popularisée par Boiardo, les ailes de Pégase ne sont plus celles d'un psychopompe mais symbole d'un appel de l'inspiration, du besoin de s'élever dans les solitudes célestes, du bondissement de l'âme que la pensée arrache au sol.
Pégase est décrit comme l'allié des poètes qu'il assiste quels que soient leurs écrits. D'après Jacques-Paul Migne et plusieurs ouvrages du XIXe siècle, les Muses, déesses des Arts, portaient le surnom de « Pégasides », c'est-à-dire « de la source Hippocrène »,.
Cette symbolique donne naissance à des expressions littéraires liées à la poésie, mentionnées par l'Académie française au XIXe siècle « Enfourcher Pégase » ou « monter sur Pégase » signifie « avoir de l'inspiration » et écrire des vers, c'est-à-dire de la poésie. « Son Pégase est rétif » ou « Pégase est rétif pour lui » désigne les mauvais poètes.
Le lien entre cette fonction d'allié des poètes et la symbolique originelle de Pégase dans la geste de Bellérophon semble découler du fait qu'en exerçant leur art, les poètes « deviennent Bellérophon volant sur Pégase, le cheval doté des ailes de l'imagination ». Écrire de la poésie demande, entre autres qualités, d'avoir de l'intuition et de l'imagination, indispensable pour le poète : il aurait beau manier les mots avec la plus grande habileté, s'il n'a pas d'imagination, il ne peut être poète. La bride offerte par Athéna devient l'objet modérant la fougue poétique. Si l'animal ailé est indispensable au poète, la bride permet de ne pas être dominé par lui dans une forme d'envoûtement passionnel.

### La connaissance ésotérique et l'alchimie
Selon l'Adepte Fulcanelli dans Les demeures philosophales, le latin caballus et le grec ancien caballès, qui signifient tous deux « cheval de somme », auraient un rapport étroit avec la Cabale hermétique, signifiant par là qu'elle soutient la somme des connaissances antiques et de la chevalerie ou cabalerie médiévale, ainsi que des vérités ésotériques transmises à travers les âges. La langue secrète des cabaliers, cavaliers ou chevaliers serait la langue du cheval, connue des seuls initiés et intellectuels de l'Antiquité,.
Pégase y symboliserait la cavale, le véhicule spirituel qu'ils enfourchaient pour accéder à la plénitude du savoir. Lui seul permettrait aux élus d'accéder aux régions inconnues du savoir, de tout voir et de tout comprendre à travers l'espace et le temps, l'éther et la lumière. Connaître la Cabale signifierait donc parler la langue de Pégase, la langue du cheval. De plus, l'étymologie de Pégase le relie à la source hermétique des alchimistes. Il symboliserait la connaissance rédemptrice, « descendue sur terre sous la forme de Pégase ».

### Psychanalyse et psychologie analytique

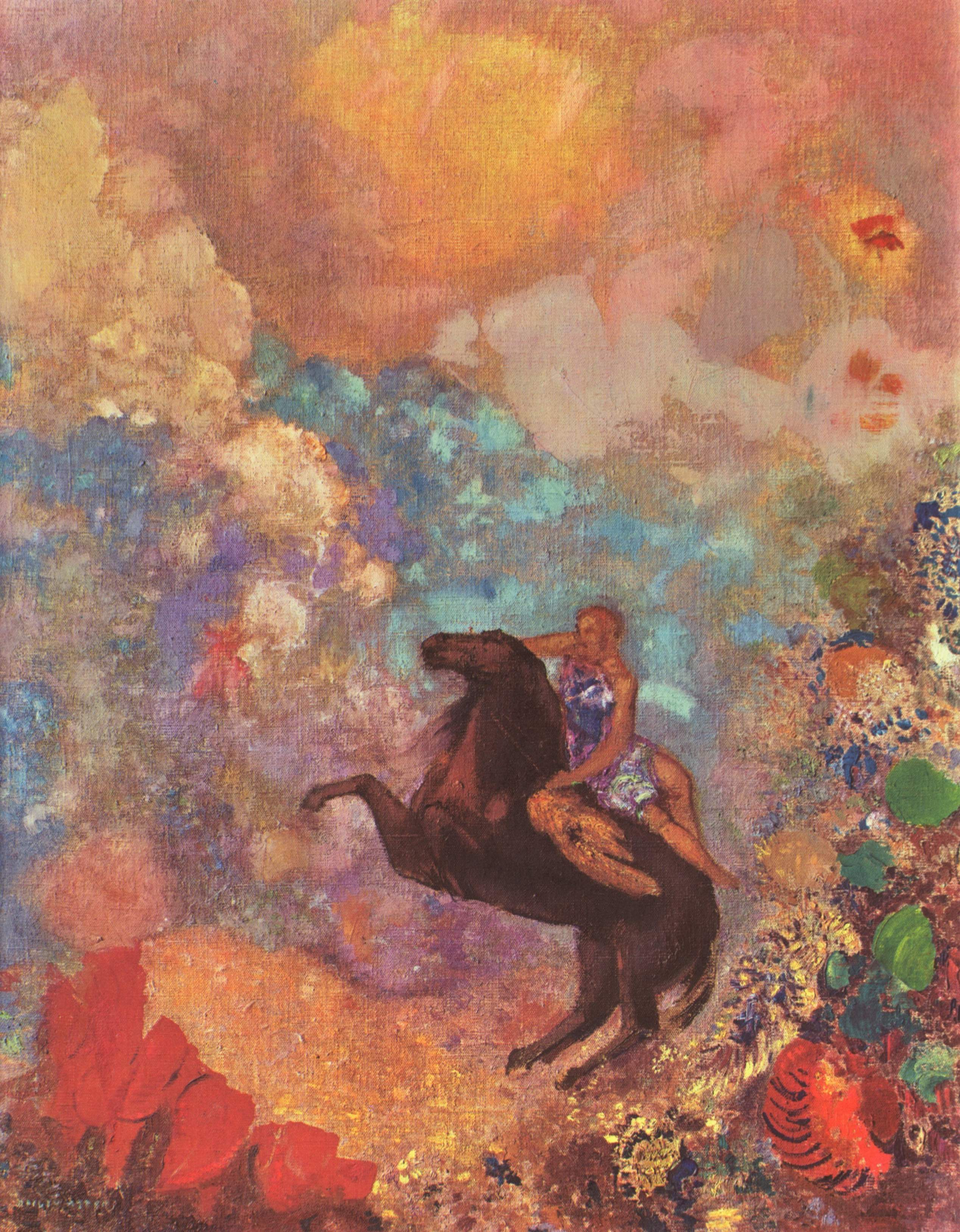
Muse et Pégase.
Tableau d'Odilon Redon (vers 1900).

La figure de Pégase a fait l'objet d'études par le biais de la psychanalyse et de la psychologie analytique, notamment grâce aux élèves de Carl Gustav Jung. Une conférence réunissant des psychanalystes est consacrée à l'image du cheval ailé en 1984. De manière générale, il s'agit d'un symbole de quête lié à l'inconscient, aux instincts et à l'intuition, dont les ailes symbolisent « le pouvoir transformateur et transcendant de l'imagination ».

#### L'imagination

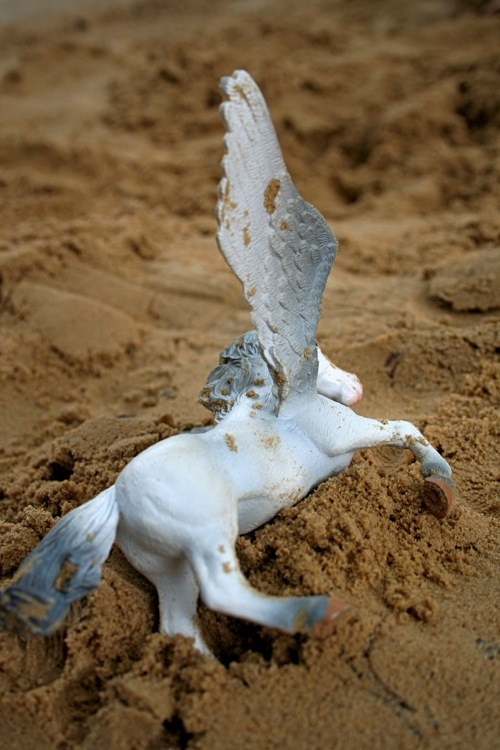
Illustration de la scène vue par un patient de Wilhelm Stekel : la moitié d'un cheval ailé tente de s'extraire du sol où il gît en battant d'une aile unique.

Wilhelm Stekel évoque dans un livre publié en 1943 l'un de ses patients qui voit la moitié d'un cheval ailé tenter de s'extraire du sol où il git en battant d'une aile unique. Cet homme gagne sa vie comme journaliste, mais aurait voulu devenir romancier. Selon son interprétation, le rêve symbolise son ambition et son impuissance : le cheval ailé représente Pégase, la monture des poètes, coupée à moitié à cause des limites imposées par la fonction de journaliste. Wilhelm Stekel dit à son patient que son Pégase est mutilé car son métier de journaliste ne lui permet d'exprimer que la moitié de son imagination.
Selon le Dictionnaire des symboles et Paul Diel, Pégase représente l'imagination et l'inspiration créatrice sublimées,. Dans l'iconographie moderne, les ailes blanches de Pégase sont semblables à celles des anges. Pour l'écrivain de jeunesse Nathaniel Hawthorne, elles sont en métal, précisément en argent, mais il arrive aussi qu'elles soient décrites comme d'or, à l'instar de celles de Méduse. Si la bride donnée par Athéna permet à Bellérophon de diriger le vol de sa monture où bon lui semble, les ailes de Pégase, dans leur fonction d'ailes de l'imagination, sont un don de naissance que rien ni personne ne peut « fabriquer » ou « produire ». En psychologie analytique, l'imagination est assimilée aux ailes du cheval Pégase, une forme de grâce transcendante qui peut être méritée ou pas. Ceux qui en bénéficient doivent respecter leur don.

#### L'instinct et le changement psychique
Gilbert Durand parle du cheval dans ses Structures anthropologiques de l'imaginaire, distinguant plusieurs types d'animaux, comme le chtonien, l'ailé, ou le solaire. Il voit dans Pégase un symbole de la fulgurance des changements psychiques, souvent terribles, car il est associé au tonnerre.
Un patient du psychanalyste Joseph E. Henderson fait mention d'un médaillon au cheval ailé portant un cavalier, apparu dans un rêve alors qu'il se posait des questions sur sa réussite professionnelle. Ce dernier a vu dans l'apparition de Pégase un symbole de l'instinct incontrôlé qui, avec suffisamment de doigté, peut acquérir les ailes lui permettant de se libérer de la matière. Il met en avant le paradoxe soulevé par la figure de Pégase, à la fois introvertie et extravertie, terrestre et céleste, verticale (le vol) et horizontale (le galop). Il conclut que son patient pensait que son cheval ailé devait être mis au service de sa réussite professionnelle et qu'il ne le laisserait pas voler au-delà des limites imposées par le contrat social. Il s'agit d'un exemple où le rêveur choisit de ne pas faire l'expérience du « vol transcendant » que Pégase permet.

#### Un symbole sexuel
Le patient que Wilhelm Stekel évoque dans son ouvrage de 1943 dit que Pégase était aussi le surnom que sa femme donnait à son pénis, et que lorsqu'il n'avait pas d'érection, celle-ci lui disait que « Pégase a perdu ses ailes ». La figure du pénis ailé est vue par Carl Gustav Jung comme un archétype très ancien. C'est un certain Thomas Wright qui parle le premier de « triple phallus » et y voit, outre un symbole de l'érection, une créature dotée de trois extrémités, c'est-à-dire d'un « corps », d'une « tête » et d'une « queue ». Cette figure est aussi évoquée par Freud vers 1900. Pour voler, c'est-à-dire avoir une érection, le pénis doit posséder deux ailes en état de fonctionner. La figure de Pégase est ici en relation avec la libido, qui n'a toutefois pas qu'une valeur sexuelle selon la conception de Jung.

## Pégase dans l'art

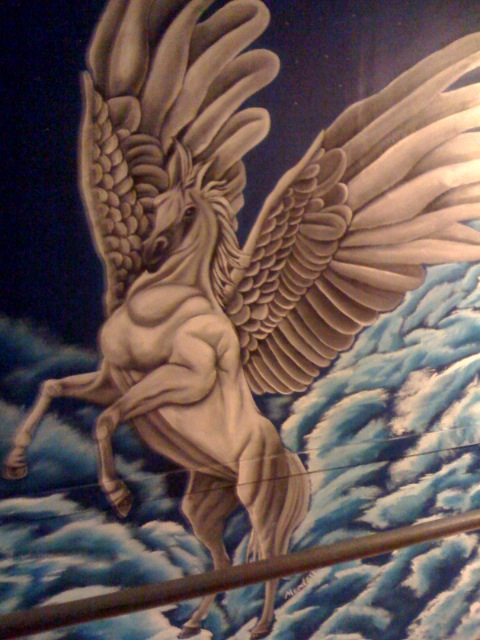
Graffiti représentant Pégase effrayé, peint à Pittsburgh.

Pégase est le sujet d'une iconographie très riche, à toutes les époques, même après l'Antiquité. Au Moyen Âge, les œuvres sont peu nombreuses et incluent une tapisserie de l'histoire de Persée réalisée vers 1400. Il faut attendre la Renaissance pour voir l'image de Pégase abondamment reprise, surtout au XVIe siècle où elle figure la « Renommée ».
Le regain d'intérêt pour la mythologie grecque à la Renaissance permet au mythe de Pégase d'être abondamment représenté par la peinture et la sculpture, le succès du cheval ailé dans l'art ne se dément pas jusqu'à l'époque actuelle.
À partir des années 1970, Pégase devient une créature de jeu de rôle et rejoint le bestiaire inspiré de la fantasy. Son attribut, les ailes, est parfois mélangé à celui de la licorne, la corne, pour donner un cheval ailé et cornu. Boris Vallejo figure parmi les artistes de fantasy qui font ce type de représentations.

### Dans la littérature
Le mythe de Pégase est omniprésent dans la littérature classique et dans la poésie, à tel point qu'on ne compte plus les auteurs qui lui ont dédié un ou plusieurs textes, en particulier des poèmes où il fait référence à l'appel de l'inspiration. Voltaire, Honoré de Balzac, Friedrich von Schiller, Heinrich Heine, Victor Hugo, Alice de Chambrier, José-Maria de Heredia ou encore Jean Cocteau ont rendu hommage au cheval ailé de la mythologie grecque à travers leurs œuvres.

Blason du Robinson College.

## En héraldique

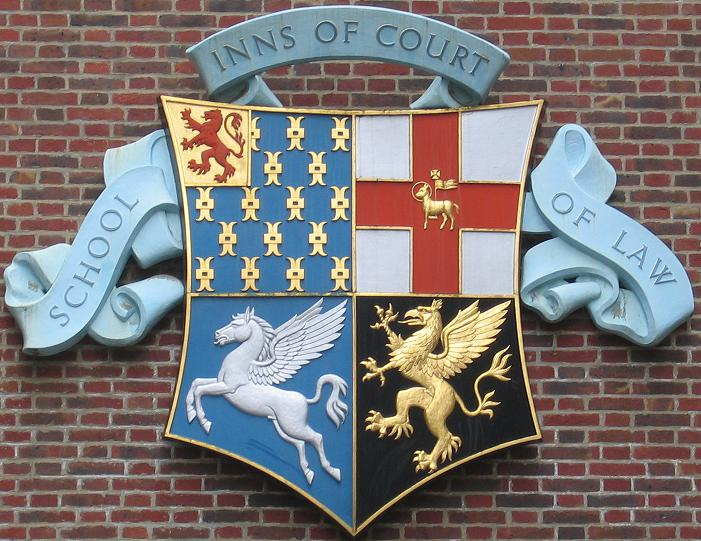
Armoiries de l'Inner Temple

En héraldique, le « pégase » est un nom commun qui désigne la figure héraldique imaginaire du cheval ailé, dont la symbolique est conforme à l'image mythologique. Le pégase est assez souvent utilisé.
En France, Pégase est le symbole du département de la Mayenne, en Italie, il figure sur le drapeau de la région de Toscane et en Angleterre, sur les armoiries de l'Inner Temple et du Robinson College.

## Pégase dans la culture populaire

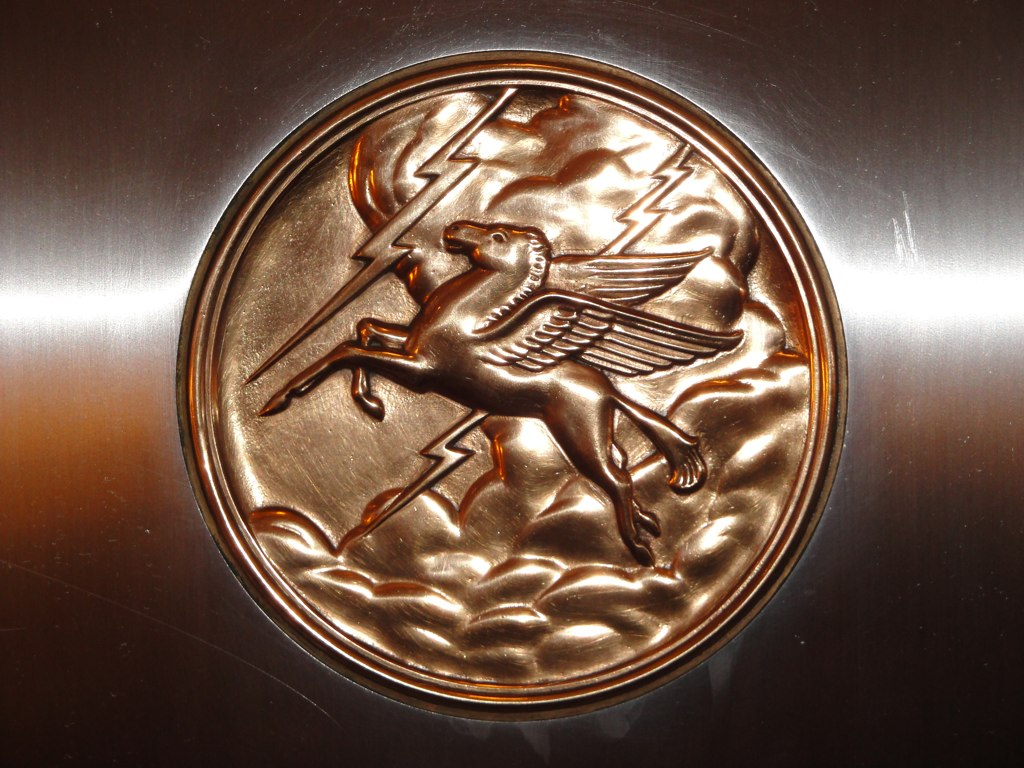
Médaillon représentant Pégase.
Logo de Mobil, dans un ascenseur à Dallas, Texas.

Pégase et sa légende continuent à être énormément employés ou évoqués dans la culture populaire, que ce soit par le nom et la symbolique, comme en dressage équestre où un pégase en pesade est une figure équestre où le cheval s'élève, comme s'il s'apprêtait à s'envoler, ou comme emblème et logo, principalement par des entreprises (comme le logiciel Pegasus), l'armée, le domaine aéronautique et en numismatique. À l'instar d'autres créatures telles que la licorne ou le dragon, Pégase a trouvé sa place au cinéma, dans les littératures de l'imaginaire et dans les bestiaires de nombreux jeux de rôle et jeux vidéo.

## Annexes

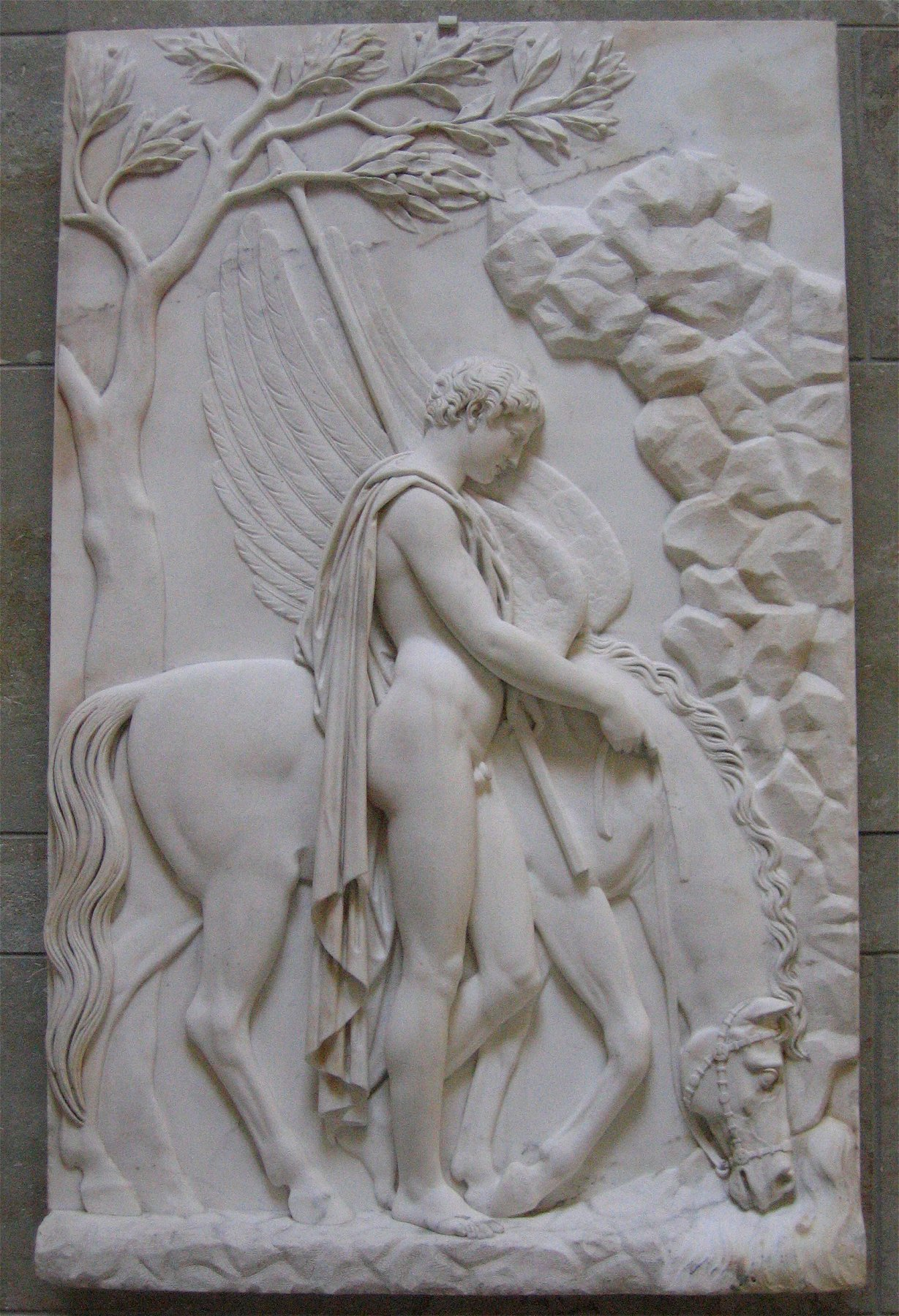
Pégase et Bellérophon, bas-relief de Julius Troschel à la Nouvelle Pinacothèque de Munich (1840-1850).